# Politique vaccinale contre la Covid-19
Wikipédia ne donne pas de conseils médicaux ou sanitaires. Cet article est susceptible de contenir des informations obsolètes ou inexactes. Seul un professionnel de la santé est apte à vous fournir un avis médical, et seules les autorités sanitaires de votre pays sont compétentes pour donner des consignes de santé publique relatives à la pandémie de Covid-19.

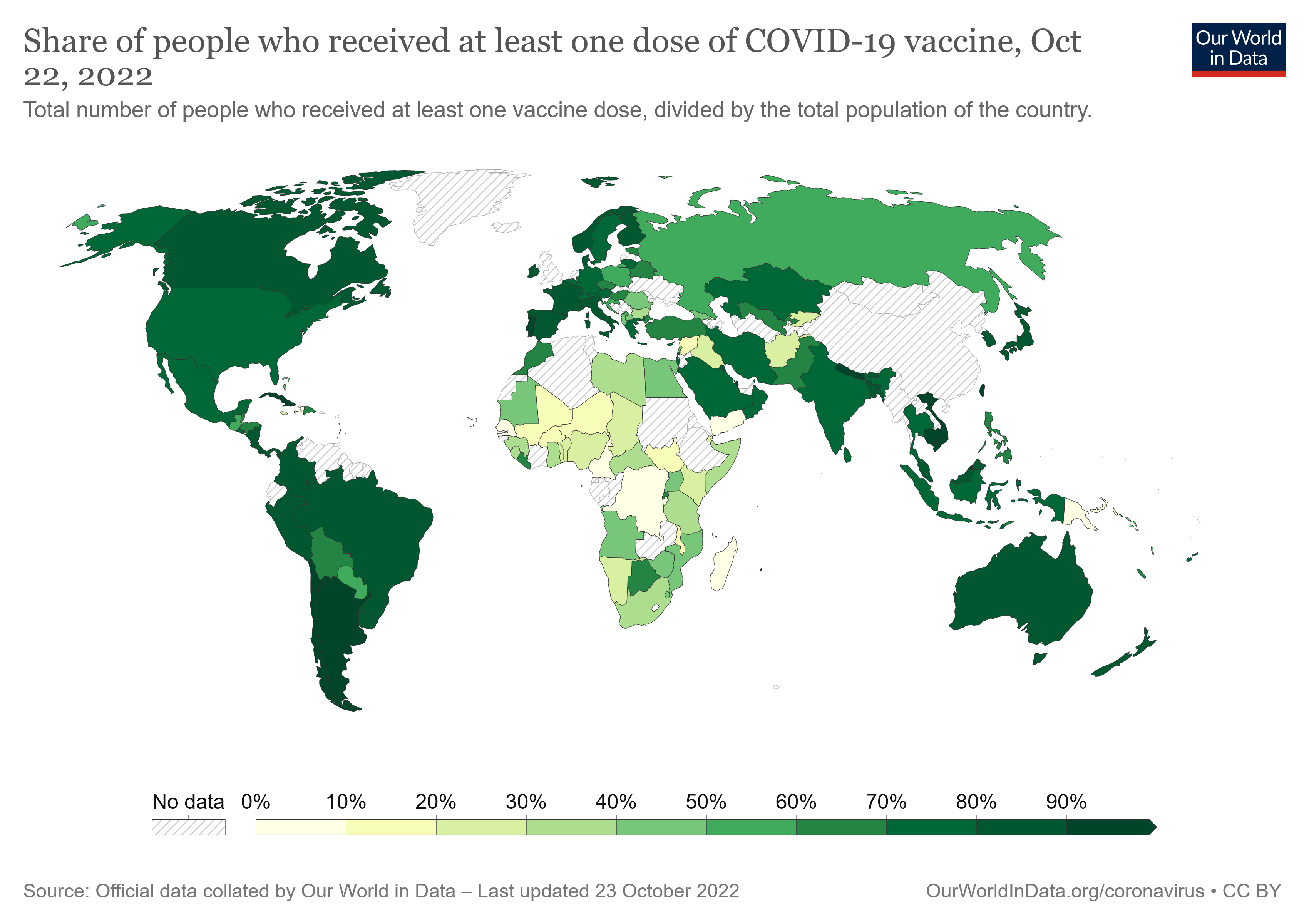
Taux de population bénéficiant d'au moins une dose de vaccin Covid-19.

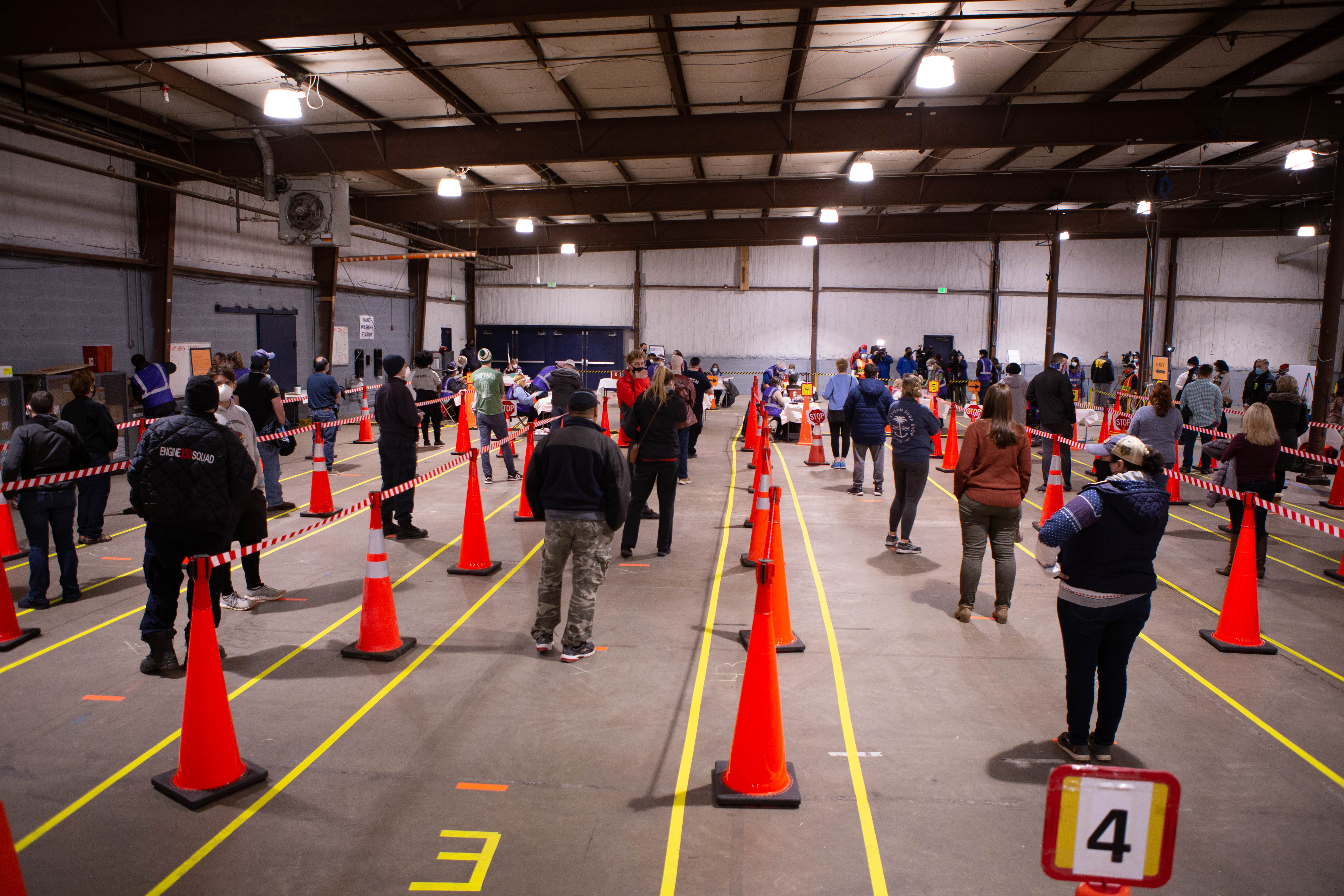
Distribution officielle de Vaccin COVID-19 Moderna aux employés de santé en première ligne et aux premiers secours dans le comté de Baltimore, Maryland, États-Unis.

La politique vaccinale contre la Covid-19 a pour but de définir la meilleure utilisation possible des vaccins contre la Covid-19 afin de protéger l'ensemble de la population contre les risques de la maladie à coronavirus 2019. Elle inclut tous les objectifs de santé publique à atteindre dans le contexte particulier d'une pandémie d'évolution incertaine due à la circulation d'un virus émergeant, le SARS-CoV-2, pour lequel les connaissances sur la transmission et le pouvoir pathogène évoluent très rapidement.
Les groupes prioritaires ciblés sont les soignants en première ligne pour qui le risque d'infection est élevé, les personnes âgées et les personnes chez qui le risque de décès est élevé en raison d'affections chroniques, telles les cardiopathies ou le diabète. Au 18 avril 2021, 905 millions de doses de vaccin anti-Covid ont été administrées dans le monde. L'OMS et la CEPI planifient le déploiement mondial de plusieurs vaccins anti-Covid-19 dans les pays en développement à forte densité de population.
Le développement de vaccins anti-Covid-19 est le fait d'entités nord-américaines (40 %), asiatiques (30 %), européennes (26 %). Une compétition d'influence existe entre le monde anglo-saxon, la Russie, la Chine et l'Inde pour approvisionner le monde en vaccins dans un schéma pré-contractuel.
La politique vaccinale est tributaire de l'économie des vaccins mise en œuvre par les entreprises pharmaceutiques. Le prix final des vaccins inclut les coûts de recherche et développement, les essais cliniques, la production du produit (mise en flacons, emballage, contrôle qualité), la distribution, la propriété intellectuelle (Brevet), les marges bénéficiaires tout au long de la chaîne logistique.
Enfin, dans le monde, une partie de la population hésite à se faire vacciner. Déjà en 2019, un Français sur trois ne croit pas que les vaccins soient sûrs. Avec l'apparition de la Covid-19, cette défiance est exacerbée par des controverses et une opposition aux vaccins menées, entre autres, par des complotistes de la mouvance QAnon. Des mesures comme la vaccination obligatoire ou la mise en place d'un passe (ou passeport) sanitaire pour les activités et les voyages internationaux ont été mis en place dans de nombreux pays.

## Historique

### Initiative ACT-A
Afin de coordonner la réponse mondiale à la pandémie de Covid-19, en avril 2020, l'Initiative ACT-A est mise en place par le G20 et l'OMS. Elle réunit des gouvernements, des scientifiques, des entreprises, la société civile, des organismes philanthropiques et des organisations mondiales telles que la Fondation Bill-et-Melinda-Gates, la Coalition pour les innovations en matière de préparation aux épidémies (CEPI), la Fondation pour de nouveaux outils diagnostiques novateurs (FIND), Gavi L'Alliance du Vaccin, le Fonds mondial, Unitaid, Wellcome Trust, et la Banque mondiale.
L'Initiative ACT-A est organisée en quatre piliers : (1) les vaccins (également appelés « COVAX »), (2) les diagnostics, (3) la thérapeutique et (4) une coordination des systèmes de santé. Le dispositif COVAX (COVID-19 Vaccines Global Access) est co-dirigé par l'OMS, la CEPI et l'alliance Gavi. Son objectif est d'accélérer la mise au point de vaccins contre la Covid-19 et d'« en assurer un accès juste et équitable » à l'échelle mondiale ».
Certains vaccins ont été jugés prioritaires et ont été soutenus financièrement et institutionnellement par la Coalition pour les innovations en matière de préparation aux épidémies (CEPI) : le vaccin à vecteur développé par Oxford pour AstraZeneca, ceux à ARNm de CureVac et Moderna, celui à ADN d'Inovio Pharmaceuticals, celui à protéines recombinantes de Novavax et celui de l'université du Queensland. Différents pays ont ainsi été incités à passer des commandes auprès de ces industriels, sous réserve que l'efficacité et l'innocuité des vaccins soient démontrées. Au 15 octobre 2020, le budget consacré à ces pré-commandes est de 12 milliards de dollars aux États-Unis et de 2,3 milliards d'euros en Europe.
Le coût total de l'accélérateur ACT-A est estimé à 38 milliards de dollars. En décembre 2020, il manquait encore 28,2 milliards. En février 2021, le gouvernement américain s'engage à financer le programme COVAX pour la vaccination dans 200 pays.

### Démarrage de la campagne
La Chine est le premier pays à approuver un vaccin (CanSino), le 24 juin 2020, pour une utilisation limitée dans l'armée et pour une utilisation d'urgence dans les professions à haut risque. Le 11 août 2020, la Russie approuve son vaccin Spoutnik V pour une utilisation d'urgence, alors même que les essais de phase 3 ne commencent qu'un mois plus tard. À l'automne, le Bahreïn et les Émirats arabes unis accordent une autorisation de mise sur le marché d'urgence pour le BBIBP-CorV, fabriqué par le Chinois Sinopharm,. Le 20 novembre 2020, le partenariat Pfizer-BioNTech soumet une demande d'autorisation aux autorités sanitaires américaines, la Food and Drug Administration (FDA), pour son vaccin à ARNm BNT162b2, qui est autorisé le 11 décembre,. Entretemps, le 2 décembre 2020, la Medicines and Healthcare products Regulatory Agency (MHRA) du Royaume-Uni donne une approbation temporaire pour le vaccin Pfizer – BioNTech, devenant le premier pays à approuver ce vaccin et le premier pays du monde occidental à approuver l'utilisation de tout vaccin anti-Covid-19. Le 18 décembre, la FDA approuve l'mRNA-1273, le vaccin de Moderna. Le 21 décembre, l'Agence européenne des médicaments (AEM) approuve à son tour le vaccin Pfizer-BioNTech.
Alors que les campagnes de vaccination sont lancées au niveau mondial, des variants du SARS-CoV-2 problématiques commencent à apparaître. À partir de décembre 2020, le variant anglais se distingue par au moins 17 modifications (mutations ou délétions), toutes protéines virales confondues, un record. La plus connue des mutations est N501Y qui a amélioré la liaison du RBD avec le récepteur ACE2. Le variant anglais multiplie par deux l’infectivité du virus. En parallèle apparaissent les variants sud-africain et brésilien, qui ont la particularité de partager avec le variant anglais la mutation N501Y. Cependant, ces deux variants contiennent surtout des mutations comme E484K qui affaiblissent l’efficacité des anticorps des vaccins de première génération et facilitent les réinfections au SARS-CoV-2.

## Principaux vaccins

### Cartographie

#### Vaccins à ARNm

Pfizer-BioNTech Moderna ZyCoV-D

- Pfizer-BioNTechModernaZyCoV-D

#### Vaccins à vecteur

Oxford-AstraZeneca Janssen Spoutnik V Spoutnik Light Convidecia

- Oxford-AstraZenecaJanssenSpoutnik VSpoutnik LightConvidecia

#### Vaccins inactivés

Sinopharm BIBP CoronaVac Covaxin Sinopharm WIBP CoviVac Others

- Sinopharm BIBPCoronaVacCovaxinSinopharm WIBPCoviVacOthers

#### Vaccins sous-unitaires

Novavax Abdala EpiVacCorona Zifivax Soberana 02 Others

- NovavaxAbdalaEpiVacCoronaZifivaxSoberana 02Others

### Tableau récapitulatif
|                                    | Nom                                                 | Pays d'origine             | Technologie de vaccin                                              | Début tests phase III                                                      | Fin tests phase III                                           | Date possible de mise sur le marché (AMM = Autorisation de mise sur le marché) |
| ---------------------------------- | --------------------------------------------------- | -------------------------- | ------------------------------------------------------------------ | -------------------------------------------------------------------------- | ------------------------------------------------------------- | --- |
| AstraZeneca + Université d'Oxford  | Vaccin dénommé AZD1222 ou Covishield ou Vaxzevria   | Royaume-Uni                | Vecteur viral non réplicable (ChAdOx1-S)                           | mai 2020                                                                   | octobre 2020                                                  | AMM Royaume-Uni : 30 décembre 2020 Demande AMM Europe : 11 janvier 2021 AMM Europe : 29 janvier 2021, |
| Moderna + NIAID                    | Vaccin mRNA-1273                                    | États-Unis                 | Morceaux d'ARN                                                     | juillet 2020                                                               | octobre 2022                                                  | AMM Europe : 6 janvier 2021 AMM FDA (États-Unis) : 18 décembre 2020 AMM Canada : 23 décembre 2020 Livraison États-Unis : 21 décembre 2020 AMM Israël : 3 janvier 2021 Livraison Europe : 11 janvier 2021.                                                                                      |
| Pfizer + BioNTech + Fosun Pharma   | Vaccin dénommé Tozinaméran ou BNT162b2 ou Comirnaty | États-Unis Allemagne Chine | Morceaux d'ARN (3 LNP-mRNAs)                                       | avril 2020                                                                 | mai 2021                                                      | AMM Europe : 21 décembre 2020, livraison immédiate. AMM MHRA (en) Royaume-Uni : 2 décembre 2020. AMM FDA (États-Unis) : 11 décembre 2020. AMM Canada : 9 décembre 2020. AMM Swissmedic (Suisse) : 19 décembre 2020. AMM NMA (Norvège) : 25 décembre 2020 AMM IMA (Islande) : 26 décembre 2020. |
| Janssen (groupe Johnson & Johnson) | Vaccin Ad26.COV2.S                                  | Belgique États-Unis        | Vecteur viral non réplicable                                       | juillet 2020                                                               | mars 2023                                                     | AMM USA : 27 février 2021 AMM Europe : 20 avril 2021 Livraison Europe : fin avril 2021 |
| Novavax                            | Vaccin dénommé NVX-CoV2373 ou Covovax               | États-Unis                 | Péplomère (spicule) recombinante                                   | Royaume-Uni : fin septembre 2020 États-Unis et Mexique : fin décembre 2020 | mars 2021                                                     | Livraison possible Europe : mars 2021 |
| Institut Gamaleya                  | Vaccin Spoutnik V                                   | Russie                     | Vecteur viral non réplicable, à base d'adenovirus (rAd26-S+rAd5-S) | août 2020                                                                  | mai 2021                                                      | Autorisé en Russie : septembre 2020 Candidat U.E. : 19 janvier 2021 |
| Sinopharm                          | (2 vaccins dont BBIBP-CorV)                         | Chine                      | Virus inactivé (cellules Véro)                                     | juillet 2020                                                               | juillet 2021                                                  | Lancé en Chine : juillet 2020 |
| CanSinoBIO                         | Vaccin dénommé Convidicea ou Ad5-nCoV               | Chine                      | Adenovirus recombinant                                             | septembre 2020                                                             | décembre 2021                                                 | Approuvé en Chine pour militaires : 25 juin 2020 |
| Sinovac                            | Vaccin CoronaVac                                    | Chine                      | Virus inactivé                                                     | août 2020                                                                  | janvier à octobre 2021 selon les pays                         | Lancé en Chine : juillet 2020 |
| Bharat Biotech                     | Vaccin dénommé Covaxin ou BBV152 ou BBV152B         | Inde                       | Virus inactivé                                                     | 11 novembre 2020                                                           | Fin collecte données : 30 juin 2021 Fin étude : 1er mars 2022 | AMM pour situation d'urgence en Inde : 3 janvier 2021 |
| CureVac + Bayer,                   | Vaccin CVnCoV                                       | Allemagne                  | ARN messager                                                       | 14 décembre 2020                                                           | 1re étape : 30 juin 2021 Fin : 30 avril 2022                  | Livraison espérée Europe : mai 2021 |

L'Institut Pasteur, qui a mené en 2020 un projet de vaccin basé sur le virus de la rougeole, annonce son abandon le 25 janvier 2021 après que des résultats intermédiaires d'essai clinique de phase I ont montré que son efficacité était insuffisante.
Des organisations telles que HuffPost, The Guardian, ou La European Chamber - EuCham ont également établi un système de comparaison des vaccins en matière d'efficacité, de prix et pour d'autres variables.
L'OMS tient à jour la liste de l'ensemble des projets de vaccin contre la Covid-19 sur son site internet.

## Vaccins administrés

### Mars 2022
Au 5 mars 2022, 10,6 des milliards de doses de vaccin anti-covid ont été administrées dans le monde sur la base des rapports officiels des agences nationales de santé rassemblés par Our World in Data. L'OMS et la CEPI planifient actuellement le déploiement mondial de plusieurs vaccins anti-covid dans les pays en développement à forte densité de population,.
| Doses de vaccins contre le virus Covid-19 administrées et % de la population vaccinée au 30 juin 2021 | Doses de vaccins contre le virus Covid-19 administrées et % de la population vaccinée au 30 juin 2021 | Doses de vaccins contre le virus Covid-19 administrées et % de la population vaccinée au 30 juin 2021 | Doses de vaccins contre le virus Covid-19 administrées et % de la population vaccinée au 30 juin 2021 | Doses de vaccins contre le virus Covid-19 administrées et % de la population vaccinée au 30 juin 2021 | Doses de vaccins contre le virus Covid-19 administrées et % de la population vaccinée au 30 juin 2021 | Doses de vaccins contre le virus Covid-19 administrées et % de la population vaccinée au 30 juin 2021 |
| # | Pays                                                                                                  | % population                                                                                          | Continent                                                                                             | Population vaccinée                                                                                   | Référence                                                                                             | Vaccins                                                                                               |
| | Monde                                                                                                 | 23.2 %                                                                                                | | 1 900 000 000                                                                                         | .un                                                                                                   | |
| --- | --- | --- | --- | --- | --- | --- |
| 1 | Islande                                                                                               | 76.0 %                                                                                                | Europe                                                                                                | 258 852                                                                                               | .is                                                                                                   | Johnson&Johnson, Moderna, Oxford/AstraZeneca, Pfizer/BioNTech                                         |
| 2 | Canada                                                                                                | 67.7 %                                                                                                | Amérique                                                                                              | 25 440 005                                                                                            | .ca                                                                                                   | Moderna, Pfizer/BioNTech                                                                              |
| 3 | Koweït                                                                                                | 67.3 %                                                                                                | Asie                                                                                                  | 2 875 000                                                                                             | .kwt                                                                                                  | Pfizer/BioNTech                                                                                       |
| 4 | Chili                                                                                                 | 65.8 %                                                                                                | Amérique                                                                                              | 12 467 055                                                                                            | .cl                                                                                                   | Sinovac,Pfizer/BioNTech                                                                               |
| 5 | Israël                                                                                                | 64.0 %                                                                                                | Asie                                                                                                  | 5 536 001                                                                                             | .ir                                                                                                   | Pfizer/BioNTech                                                                                       |
| 6 | Uruguay                                                                                               | 63.8 %                                                                                                | Amérique                                                                                              | 2 207 465                                                                                             | .uy                                                                                                   | Sinovac, Pfizer/BioNTech, Oxford/AstraZeneca                                                          |
| 7 | Bhoutan                                                                                               | 62.8 %                                                                                                | Asie                                                                                                  | 484 189                                                                                               | .btn                                                                                                  | Sinopharm, Oxford/AstraZeneca,Pfizer/BioNTech                                                         |
| 8 | Royaume-Uni                                                                                           | 62.5 %                                                                                                | Europe                                                                                                | 42 460 632                                                                                            | .uk                                                                                                   | Oxford/AstraZeneca, Pfizer/BioNTech                                                                   |
| 9 | Émirats arabes unis                                                                                   | 62.0 %                                                                                                | Asie                                                                                                  | 6 204 004                                                                                             | .ae                                                                                                   | Sinopharm, Oxford/AstraZeneca,Pfizer/BioNTech                                                         |
| 10 | Bahreïn                                                                                               | 61.2 %                                                                                                | Asie                                                                                                  | 980 436                                                                                               | .bhr                                                                                                  | Sinovac,Pfizer/BioNTech                                                                               |
| 11 | Mongolie                                                                                              | 60.9 %                                                                                                | Asie                                                                                                  | 1 872 056                                                                                             | .mn                                                                                                   | Sinovac,Sputnik V                                                                                     |
| 12 | Belgique                                                                                              | 60.2 %                                                                                                | Europe                                                                                                | 6 905 604                                                                                             | .be                                                                                                   | Oxford/AstraZeneca, Pfizer/BioNTech                                                                   |
| 13 | Qatar                                                                                                 | 58.2 %                                                                                                | Asie                                                                                                  | 1 676 351                                                                                             | .qa                                                                                                   | Pfizer/BioNTech                                                                                       |
| 14 | Finlande                                                                                              | 58.1 %                                                                                                | Europe                                                                                                | 3 219 935                                                                                             | .fi                                                                                                   | Moderna, Pfizer/BioNTech                                                                              |
| 15 | Hongrie                                                                                               | 57.0 %                                                                                                | Europe                                                                                                | 5 468 205                                                                                             | .hu                                                                                                   | Sputnik V, Sinopharm, Oxford/AstraZeneca, Pfizer/BioNTech                                             |
| 16 | Danemark                                                                                              | 56.0 %                                                                                                | Europe                                                                                                | 3 234 564                                                                                             | .dk                                                                                                   | Moderna, Pfizer/BioNTech                                                                              |
| 17 | Italie                                                                                                | 56.0 %                                                                                                | Europe                                                                                                | 33 322 097                                                                                            | .it                                                                                                   | Oxford/AstraZeneca , Pfizer/BioNTech                                                                  |
| 18 | Pays-Bas                                                                                              | 55.0 %                                                                                                | Europe                                                                                                | 33 322 097                                                                                            | .nl                                                                                                   | Pfizer/BioNTech                                                                                       |
| 19 | États-Unis                                                                                            | 53.6 %                                                                                                | Amérique                                                                                              | 179 261 269                                                                                           | .us                                                                                                   | Johnson&Johnson, Moderna, Pfizer/BioNTech                                                             |
| 20 | Union européenne                                                                                      | 53.0 %                                                                                                | Europe                                                                                                | 220 408 495                                                                                           | .eu                                                                                                   | Pfizer/BioNTech                                                                                       |
| 21 | Chypre                                                                                                | 50.6 %                                                                                                | Europe                                                                                                | 443 121                                                                                               | .cy                                                                                                   | Moderna, Pfizer/BioNTech                                                                              |
| 22 | Allemagne                                                                                             | 50.2 %                                                                                                | Europe                                                                                                | 42 065 100                                                                                            | .de                                                                                                   | Pfizer/BioNTech                                                                                       |
| 23 | Autriche                                                                                              | 50.0 %                                                                                                | Europe                                                                                                | 4 411 974                                                                                             | .at                                                                                                   | Pfizer/BioNTech                                                                                       |
| 24 | Espagne                                                                                               | 50.0 %                                                                                                | Europe                                                                                                | 22 684 911                                                                                            | .es                                                                                                   | Moderna, Pfizer/BioNTech                                                                              |
| 25 | Portugal                                                                                              | 50.0 %                                                                                                | Europe                                                                                                | 4 800 325                                                                                             | .pt                                                                                                   | Pfizer/BioNTech                                                                                       |
| 26 | Singapour                                                                                             | 46.5 %                                                                                                | Asie                                                                                                  | 2 700 446                                                                                             | .sg                                                                                                   | Pfizer/BioNTech                                                                                       |
| 27 | Suisse                                                                                                | 46.5 %                                                                                                | Europe                                                                                                | 4 200 200                                                                                             | .ch                                                                                                   | Moderna, Pfizer/BioNTech                                                                              |
| 28 | France                                                                                                | 46.2 %                                                                                                | Europe                                                                                                | 31 436 702                                                                                            | .fr                                                                                                   | Oxford/AstraZeneca, Pfizer/BioNTech                                                                   |
| 29 | Irlande                                                                                               | 46.0 %                                                                                                | Europe                                                                                                | 2 217 448                                                                                             | .ir                                                                                                   | Moderna, Pfizer/BioNTech                                                                              |
| 30 | République dominicaine                                                                                | 45.5 %                                                                                                | Amérique                                                                                              | 4 842 540                                                                                             | .rd                                                                                                   | Oxford/AstraZeneca                                                                                    |
| 31 | Lituanie                                                                                              | 44.0 %                                                                                                | Europe                                                                                                | 1 206 587                                                                                             | .lt                                                                                                   | Moderna, Oxford/AstraZeneca, Pfizer/BioNTech                                                          |
| 32 | Suède                                                                                                 | 42.7 %                                                                                                | Europe                                                                                                | 4 315 017                                                                                             | .sw                                                                                                   | Oxford/AstraZeneca, Pfizer/BioNTech                                                                   |
| 33 | Pologne                                                                                               | 42.4 %                                                                                                | Europe                                                                                                | 16 045 779                                                                                            | .pl                                                                                                   | Oxford/AstraZeneca, Pfizer/BioNTech                                                                   |
| 34 | Tchéquie                                                                                              | 42.2 %                                                                                                | Europe                                                                                                | 4 736 275                                                                                             | .cz                                                                                                   | Pfizer/BioNTech                                                                                       |
| 35 | Grèce                                                                                                 | 42.0 %                                                                                                | Europe                                                                                                | 4 424 124                                                                                             | .gr                                                                                                   | Pfizer/BioNTech                                                                                       |
| 36 | Estonie                                                                                               | 38.0 %                                                                                                | Europe                                                                                                | 540 816                                                                                               | .et                                                                                                   | Moderna, Oxford/AstraZeneca, Pfizer/BioNTech                                                          |
| 37 | Serbie                                                                                                | 36.8 %                                                                                                | Europe                                                                                                | 2 472 221                                                                                             | .rs                                                                                                   | Sputnik V, Sinopharm/Beijing,Oxford/AstraZeneca                                                       |
| 38 | Norvège                                                                                               | 36.3 %                                                                                                | Europe                                                                                                | 2 122 782                                                                                             | .no                                                                                                   | Moderna, Pfizer/BioNTech                                                                              |
| 39 | Argentine                                                                                             | 36.2 %                                                                                                | Amérique                                                                                              | 15 831 632                                                                                            | .ar                                                                                                   | Sputnik V, Sinopharm/Beijing Oxford/AstraZeneca                                                       |
| 40 | Slovénie                                                                                              | 36.0 %                                                                                                | Europe                                                                                                | 797 861                                                                                               | .sn                                                                                                   | Oxford/AstraZeneca, Pfizer/BioNTech                                                                   |
| 41 | Slovaquie                                                                                             | 35.4 %                                                                                                | Europe                                                                                                | 1 403 277                                                                                             | .sk                                                                                                   | Pfizer/BioNTech                                                                                       |
| 42 | Croatie                                                                                               | 35.2 %                                                                                                | Europe                                                                                                | 1 442 925                                                                                             | .hr                                                                                                   | Pfizer/BioNTech                                                                                       |
| 43 | Brésil                                                                                                | 35.1 %                                                                                                | Amérique                                                                                              | 71 206 835                                                                                            | .br                                                                                                   | left\| Sinovac                                                                                        |
| 44 | Barbade                                                                                               | 34.5 %                                                                                                | Amérique                                                                                              | 93 940                                                                                                | .oms                                                                                                  | Oxford/AstraZeneca                                                                                    |
| 45 | Costa Rica                                                                                            | 32.0 %                                                                                                | Amérique                                                                                              | 1 535 967                                                                                             | .cr                                                                                                   | Pfizer/BioNTech                                                                                       |
| 46 | Guyana                                                                                                | 31.0 %                                                                                                | Amérique                                                                                              | 227 690                                                                                               | .oms                                                                                                  | Sinovac                                                                                               |
| 47 | Dominique                                                                                             | 30.5 %                                                                                                | Amérique                                                                                              | 20 183                                                                                                | .oms                                                                                                  | Sinovac                                                                                               |
| 48 | Turquie                                                                                               | 29.5 %                                                                                                | Asie                                                                                                  | 33 374 402                                                                                            | .tr                                                                                                   | Sinovac                                                                                               |
| 49 | Corée du Sud                                                                                          | 27.8 %                                                                                                | Asie                                                                                                  | 14 233 045                                                                                            | .kr                                                                                                   | Oxford/AstraZeneca,Pfizer/BioNTech                                                                    |
| 50 | Suriname                                                                                              | 26.8 %                                                                                                | Amérique                                                                                              | 157 459                                                                                               | .oms                                                                                                  | Sinovac, Sputnik V, Oxford/AstraZeneca, Pfizer/BioNTech                                               |
| 51 | Mexique                                                                                               | 26.0 %                                                                                                | Amérique                                                                                              | 30 009 547                                                                                            | .mx                                                                                                   | Sinovac, Sputnik V, Oxford/AstraZeneca, Pfizer/BioNTech                                               |
| 52 | Cuba                                                                                                  | 25.8 %                                                                                                | Amérique                                                                                              | 2 634 418                                                                                             | .cu                                                                                                   | Abdala,Soberana02                                                                                     |
| 53 | Salvador                                                                                              | 24.5 %                                                                                                | Amérique                                                                                              | 1 585 582                                                                                             | .sv                                                                                                   | Oxford/AstraZeneca                                                                                    |
| 54 | Panama                                                                                                | 24.3 %                                                                                                | Amérique                                                                                              | 1 096 100                                                                                             | .pa                                                                                                   | Pfizer/BioNTech                                                                                       |
| 55 | Chine                                                                                                 | 23.0 %                                                                                                | Asie                                                                                                  | 206 920 000                                                                                           | .cn                                                                                                   | CBG, Sinopharm, Sinovac                                                                               |
| 56 | Australie                                                                                             | 21.7 %                                                                                                | Oceanie                                                                                               | 5 539 659                                                                                             | .au                                                                                                   | Oxford/AstraZeneca, Pfizer/BioNTech                                                                   |
| 57 | Japon                                                                                                 | 21.5 %                                                                                                | Asie                                                                                                  | 27 175 489                                                                                            | .jp                                                                                                   | Pfizer/BioNTech                                                                                       |
| 58 | Colombie                                                                                              | 20.5 %                                                                                                | Amérique                                                                                              | 9 736 151                                                                                             | .co                                                                                                   | Oxford/AstraZeneca ,Sinovac                                                                           |
| 59 | Roumanie                                                                                              | 20.2 %                                                                                                | Europe                                                                                                | 3 886 249                                                                                             | .ro                                                                                                   | Pfizer/BioNTech                                                                                       |
| 60 | Belize                                                                                                | 20.1 %                                                                                                | Amérique                                                                                              | 79 993                                                                                                | .oms                                                                                                  | Pfizer/BioNTech                                                                                       |
| 61 | Inde                                                                                                  | 19.4 %                                                                                                | Asie                                                                                                  | 262 916 313                                                                                           | .in                                                                                                   | Covaxina                                                                                              |
| 62 | Maroc                                                                                                 | 16.7 %                                                                                                | Afrique                                                                                               | 6 171 437                                                                                             | .oms                                                                                                  | Sinopharm/Beijing , Oxford/AstraZeneca                                                                |
| 63 | Cambodge                                                                                              | 16.1 %                                                                                                | Asie                                                                                                  | 3 138 584                                                                                             | .kh                                                                                                   | Sinopharm/Beijing                                                                                     |
| 64 | Bolivie                                                                                               | 14.8 %                                                                                                | Amérique                                                                                              | 1 645 289                                                                                             | .bo                                                                                                   | Sputnik V / Sinopharm                                                                                 |
| 65 | Russie                                                                                                | 14.6 %                                                                                                | Europe                                                                                                | 21 614 318                                                                                            | .ru                                                                                                   | Sputnik V / EpiVacCorona                                                                              |
| 66 | Trinité-et-Tobago                                                                                     | 14.1 %                                                                                                | Amérique                                                                                              | 176 551                                                                                               | .tto                                                                                                  | Oxford/AstraZeneca                                                                                    |
| 67 | Nouvelle-Zélande                                                                                      | 13.2 %                                                                                                | Oceanie                                                                                               | 371 043                                                                                               | .nz                                                                                                   | Pfizer/BioNTech                                                                                       |
| 68 | Malaisie                                                                                              | 12.1 %                                                                                                | Asie                                                                                                  | 3 957 687                                                                                             | .my                                                                                                   | Sputnik V                                                                                             |
| 69 | Pérou                                                                                                 | 12.0 %                                                                                                | Amérique                                                                                              | 3 728 741                                                                                             | .pe                                                                                                   | Sinopharm, Pfizer/BioNTech                                                                            |
| 70 | Ukraine                                                                                               | 11.7 %                                                                                                | Europe                                                                                                | 5 108 072                                                                                             | .ua                                                                                                   | Pfizer/BioNTech, Moderna, Oxford/AstraZeneca, Sinovac                                                 |
| 71 | Guinée équatoriale                                                                                    | 10.6 %                                                                                                | Afrique                                                                                               | 148 079                                                                                               | .gnq                                                                                                  | Sinopharm/Beijing                                                                                     |
| 72 | Bulgarie                                                                                              | 10.3 %                                                                                                | Europe                                                                                                | 702 012                                                                                               | .bg                                                                                                   | Moderna, Oxford/AstraZeneca, Pfizer/BioNTech                                                          |
| 73 | Équateur                                                                                              | 9.8 %                                                                                                 | Amérique                                                                                              | 2 079 889                                                                                             | .ec                                                                                                   | Sinovac,Oxford/AstraZeneca,Pfizer/BioNTech                                                            |
| 74 | Palestine                                                                                             | 9.6 %                                                                                                 | Asie                                                                                                  | 482 695                                                                                               | .pse                                                                                                  | Moderna, Oxford/AstraZeneca, Pfizer/BioNTech                                                          |
| 75 | Indonésie                                                                                             | 8.5 %                                                                                                 | Asie                                                                                                  | 22 455 167                                                                                            | .id                                                                                                   | Sinovac                                                                                               |
| 76 | Biélorussie                                                                                           | 8.5 %                                                                                                 | Europe                                                                                                | 699 141                                                                                               | .bl                                                                                                   | Sputnik V                                                                                             |
| 77 | Taïwan                                                                                                | 8.4 %                                                                                                 | Asie                                                                                                  | 1 980 000                                                                                             | .tw                                                                                                   | Medigen, Moderna, Oxford/AstraZeneca, Pfizer/BioNTech                                                 |
| 78 | Liban                                                                                                 | 8.3 %                                                                                                 | Asie                                                                                                  | 564 476                                                                                               | .oms                                                                                                  | Pfizer/BioNTech                                                                                       |
| 79 | Thaïlande                                                                                             | 7.5 %                                                                                                 | Asie                                                                                                  | 5 252 531                                                                                             | .oms                                                                                                  | Sinopharm                                                                                             |
| 80 | Venezuela                                                                                             | 7.5 %                                                                                                 | Amérique                                                                                              | 1 223 130                                                                                             | .ve                                                                                                   | Sputnik V/Sinopharm                                                                                   |
| 81 | Paraguay                                                                                              | 6.8 %                                                                                                 | Amérique                                                                                              | 485 010                                                                                               | .py                                                                                                   | Sputnik V, Sinopharm/Beijing,Covaxin                                                                  |
| 82 | Honduras                                                                                              | 6.4 %                                                                                                 | Amérique                                                                                              | 625 910                                                                                               | .hn                                                                                                   | Sputnik V, Oxford/AstraZeneca                                                                         |
| 83 | Iran                                                                                                  | 5.3 %                                                                                                 | Asie                                                                                                  | 4 013 642                                                                                             | .ir                                                                                                   | Sputnik V,Sinopharm/Beijing,Covaxin                                                                   |
| 84 | Jamaïque                                                                                              | 5.3 %                                                                                                 | Amérique                                                                                              | 172 958                                                                                               | .jm                                                                                                   | Oxford/AstraZeneca                                                                                    |
| 85 | Philippines                                                                                           | 5.1 %                                                                                                 | Asie                                                                                                  | 5 551 087                                                                                             | .ph                                                                                                   | Sinovac                                                                                               |
| 86 | Algérie                                                                                               | 5.1                                                                                                   | Afrique                                                                                               | 2 500 000                                                                                             | .ag                                                                                                   | Sputnik V                                                                                             |
| 87 | Afrique du Sud                                                                                        | 4.9 %                                                                                                 | Afrique                                                                                               | 2 661 378                                                                                             | .za                                                                                                   | Johnson&Johnson, Pfizer/BioNTech                                                                      |
| 88 | Guatemala                                                                                             | 4.7 %                                                                                                 | Amérique                                                                                              | 762 497                                                                                               | .gt                                                                                                   | Moderna, Oxford/AstraZeneca                                                                           |
| 89 | Zimbabwe                                                                                              | 4.4 %                                                                                                 | Afrique                                                                                               | 725 582                                                                                               | .oms                                                                                                  | Moderna, Oxford/AstraZeneca                                                                           |
| 90 | Égypte                                                                                                | 4.3                                                                                                   | Afrique                                                                                               | 3 418 331                                                                                             | .eg                                                                                                   | Sputnik V , Sinopharm/Beijing, Sinovac,                                                               |
| 91 | Bangladesh                                                                                            | 3.5 %                                                                                                 | Asie                                                                                                  | 5 819 912                                                                                             | .bg                                                                                                   | Covaxina                                                                                              |
| 92 | Pakistan                                                                                              | 3.5 %                                                                                                 | Asie                                                                                                  | 9 980 437                                                                                             | .pk                                                                                                   | CanSino, Sinopharm/Beijing, Sinovac, Sputnik V                                                        |
| 93 | Nicaragua                                                                                             | 3.1 %                                                                                                 | Amérique                                                                                              | 167 500                                                                                               | .nic                                                                                                  | Sputnik V                                                                                             |
| 94 | Libye                                                                                                 | 2.8 %                                                                                                 | Afrique                                                                                               | 243 891                                                                                               | .oms                                                                                                  | Johnson&Johnson, Moderna, Oxford/AstraZeneca, Pfizer/BioNTech, Sinovac, Sputnik V                     |
| 95 | Sénégal                                                                                               | 2.5 %                                                                                                 | Afrique                                                                                               | 431 916                                                                                               | .sn                                                                                                   | Sinopharm/Beijing                                                                                     |
| 96 | Angola                                                                                                | 2.1 %                                                                                                 | Afrique                                                                                               | 679 034                                                                                               | .an                                                                                                   | Sinopharm                                                                                             |
| 97 | Côte d'Ivoire                                                                                         | 2.1 %                                                                                                 | Afrique                                                                                               | 567 488                                                                                               | .iv                                                                                                   | Sinopharm                                                                                             |
| 98 | Niger                                                                                                 | 2.1                                                                                                   | Afrique                                                                                               | 224 803                                                                                               | .ng                                                                                                   | Oxford/AstraZeneca                                                                                    |
| 99 | Kenya                                                                                                 | 1.7                                                                                                   | Afrique                                                                                               | 933 436                                                                                               | .oms                                                                                                  | Sinopharm                                                                                             |
| 100                                                                                                   | Éthiopie                                                                                              | 1.6 %                                                                                                 | Afrique                                                                                               | 1 865 958                                                                                             | .oms                                                                                                  | Pfizer/BioNTech                                                                                       |
| 101                                                                                                   | Afghanistan                                                                                           | 1.2 %                                                                                                 | Afrique                                                                                               | 481 690                                                                                               | .oms                                                                                                  | Pfizer/BioNTech                                                                                       |
| 102                                                                                                   | Ouganda                                                                                               | 1.2 %                                                                                                 | Afrique                                                                                               | 706 626                                                                                               | .oms                                                                                                  | Pfizer/BioNTech                                                                                       |
| 103                                                                                                   | Vietnam                                                                                               | 1.2 %                                                                                                 | Asie                                                                                                  | 1 185 206                                                                                             | .oms                                                                                                  | Pfizer/BioNTech                                                                                       |
| 104                                                                                                   | Nigeria                                                                                               | 1.2 %                                                                                                 | Afrique                                                                                               | 1 961 883                                                                                             | .oms                                                                                                  | Pfizer/BioNTech                                                                                       |
| 105                                                                                                   | Mozambique                                                                                            | 1.1 %                                                                                                 | Afrique                                                                                               | 319 511                                                                                               | oms                                                                                                   | Oxford/AstraZeneca, Sinopharm/Beijing                                                                 |
| 106                                                                                                   | Liberia                                                                                               | 1.1 %                                                                                                 | Afrique                                                                                               | 52 772                                                                                                | .oms                                                                                                  | Moderna, Oxford/AstraZeneca                                                                           |
| 107                                                                                                   | Guinée                                                                                                | 1.1 %                                                                                                 | Afrique                                                                                               | 279 179                                                                                               | .oms                                                                                                  | Sputnik V                                                                                             |
| 108                                                                                                   | Somalie                                                                                               | 0.8 %                                                                                                 | Afrique                                                                                               | 129 419                                                                                               | .oms                                                                                                  | Moderna, Oxford/AstraZeneca                                                                           |
| 109                                                                                                   | Papouasie-Nouvelle-Guinée                                                                             | 0.5 %                                                                                                 | Océanie                                                                                               | 38 176                                                                                                | .oms                                                                                                  | Moderna, Oxford/AstraZeneca                                                                           |
| 110                                                                                                   | Mali                                                                                                  | 0.4 %                                                                                                 | Afrique                                                                                               | 83 549                                                                                                | .oms                                                                                                  | Pfizer/BioNTech                                                                                       |
| 111                                                                                                   | République démocratique du Congo                                                                      | 0.4 %                                                                                                 | Afrique                                                                                               | 22 623                                                                                                | .oms                                                                                                  | Moderna, Oxford/AstraZeneca                                                                           |
| 112                                                                                                   | République du Congo                                                                                   | 0.4 %                                                                                                 | Afrique                                                                                               | 22 623                                                                                                | .oms                                                                                                  | Moderna, Oxford/AstraZeneca                                                                           |
| 113                                                                                                   | Zambie                                                                                                | 0.4 %                                                                                                 | Afrique                                                                                               | 22 623                                                                                                | .oms                                                                                                  | Moderna, Oxford/AstraZeneca                                                                           |
| 114                                                                                                   | Yémen                                                                                                 | 0.4 %                                                                                                 | Afrique                                                                                               | 104 070                                                                                               | oms                                                                                                   | Oxford/AstraZeneca                                                                                    |
| 115                                                                                                   | Guinée-Bissau                                                                                         | 0.3 %                                                                                                 | Afrique                                                                                               | 5 889                                                                                                 | .oms                                                                                                  | Oxford/AstraZeneca, Sinopharm/Beijing                                                                 |
| 116                                                                                                   | Cameroun                                                                                              | 0.2 %                                                                                                 | Afrique                                                                                               | 56 583                                                                                                | .oms                                                                                                  | Pfizer/BioNTech                                                                                       |
| 117                                                                                                   | Madagascar                                                                                            | 0.1 %                                                                                                 | Afrique                                                                                               | 36 640                                                                                                | .oms                                                                                                  | Moderna, Oxford/AstraZeneca                                                                           |
| 118                                                                                                   | Burkina Faso                                                                                          | 0.1 %                                                                                                 | Afrique                                                                                               | 17 775                                                                                                | .oms                                                                                                  | Moderna, Oxford/AstraZeneca                                                                           |
| 119                                                                                                   | Tchad                                                                                                 | 0.1 %                                                                                                 | Afrique                                                                                               | 8 981                                                                                                 | .oms                                                                                                  | Moderna, Oxford/AstraZeneca                                                                           |
| | Arabie saoudite                                                                                       | - | Asie                                                                                                  | 16 457 176                                                                                            | .sa                                                                                                   | Pfizer/BioNTech                                                                                       |
| | Andorre                                                                                               | - | Europe                                                                                                | 12 440                                                                                                | .ad                                                                                                   | Pfizer/BioNTech                                                                                       |
| | Haïti                                                                                                 | 0 %                                                                                                   | Amérique                                                                                              | 0 | web                                                                                                   | |

Sources
- Ourworldindata.org (Université d'Oxford)
- Données officielles pour chaque pays listé

### Répartition des doses en août 2021
Au 16 août 2021, d'après Bloomberg, 4 710 652 925 doses ont été mondialement administrées dans 183 pays, atteignant le rythme de 38 249 275 doses par jour.
Le graphique qui aurait dû être présenté ici ne peut pas être affiché car il utilise l'ancienne extension Graph, désactivée pour des questions de sécurité. Des indications pour créer un nouveau graphique avec la nouvelle extension Chart sont disponibles ici.

### L'Afrique laissée en retrait
L’Organisation mondiale de la santé (OMS) a déploré, mardi 24 août 2021, les « inégalités choquantes d’accès aux vaccins » contre le coronavirus (SARS-CoV-2), à l’occasion d’une réunion des ministres de la santé du continent africain.
En Afrique, face au Covid-19, l’OMS exhorte d’accélérer la vaccination. L’arrivée de plusieurs livraisons de vaccins par le mécanisme de solidarité internationale Covax, les commandes réalisées par l’Union africaine (UA) et les dons « devraient permettre aux différents pays de vacciner leur population cinq à six fois plus rapidement », le but est d'« atteindre l’objectif de 10 % de couverture vaccinale d’ici à septembre » 2021.
La politique vaccinale contre le covid a été critiquée: en mettant 100 doses de vaccin par 100 habitants dans les pays riches contre 1,8 % en Afrique.
En août 2021, sur les 700 millions de doses que Covax s'était fixé comme objectif, seules 60 millions ont été disponibles pour l'Afrique Seulement 1,39 % du 1,3 milliard d’Africains sont complètement vaccinés.
l'UA travaille avec plusieurs pays africains possédant une industrie pharmaceutique pour nouer des partenariats Nord-Sud afin que le continent puisse fabriquer d’ici à 2040 environ 60 % des vaccins nécessaires à la protection de sa population, toutes maladies confondues.
L’Afrique du Sud, en première ligne dans la bataille pour l’accès aux vaccins, a été choisi pour accueillir la première plateforme de transfert de technologie de vaccins à ARN messager contre le SARS-CoV-2 .

## Stratégie vaccinale
Les premiers pays à avoir commencé à vacciner leur population ont été la Chine dès l'été 2020 et la Russie le 5 décembre 2020. En Occident, les premiers ont été le Royaume-Uni le 8 décembre, les États-Unis et le Canada le 14 décembre, la Suisse le 23 décembre et la Serbie le 24 décembre 2020,.

### Groupes prioritaires
Selon l'OMS, l'accès aux vaccins doit être le plus rapide possible en commençant par les personnes les plus à risques, en fonction de la situation épidémiologique. « Les groupes prioritaires ciblés sont, par exemple, les soignants en première ligne pour qui le risque d’infection est élevé, les personnes âgées et les personnes chez qui le risque de décès est élevé en raison d’affections chroniques, comme les cardiopathies ou le diabète. »
Cette stratégie fait l'objet de débats publics dans différents pays,. La décision optimale ne peut résulter que de modélisations,,,, assez complexes. Un modèle étudiant les populations à risque peut identifier de petites fractions de la population (moins de 5 %) susceptibles de présenter un taux de mortalité très élevé, et permettre d'orienter les stratégies de distribution des vaccins. À l'inverse, si l'on privilégie une diminution de la mortalité, sans tenir compte par ailleurs des situations épidémiques particulières, la définition des populations les plus à risque peut être affinée au-delà du critère d'âge. Ainsi, une étude montre par exemple que dans la population des plus de 60 ans, ceux ayant une insuffisance rénale ou une pathologie cardiaque ont un taux de mortalité pour la Covid plus élevé que les autres, tandis qu'une autre montre que près de 75 % des décès dans la classe d'âge [60,70] ont pour la France au moins une comorbidité.
On peut grossièrement résumer le débat comme le choix entre :
- la préservation immédiate d'un maximum de vies humaines (stratégies surtout rencontrées en Europe et en Amérique) ;
- les stratégies de type « surveillance et endiguement », destinées à stopper les chaînes de contamination en priorisant aussi les zones de circulation les plus actives du virus[69] (stratégie surtout rencontrée en Chine).

Il n'est toutefois pas exclu de définir une stratégie permettant de concilier au mieux les deux approches,, une moindre diffusion impliquant une moindre mortalité à moyen terme.
En raison des différentes forces des réponses immunitaires de différentes parties de la population, par exemple une réponse immunitaire réduite chez les personnes âgées ou immunodéprimées, qui peut influencer l'efficacité de la vaccination, le profil d'effets secondaires différent de divers vaccins, et la disponibilité limitée des vaccins lors d'une vague pandémique, les stratégies de vaccination sont recherchées qui optimisent le bénéfice individuel ou social de la vaccination par un choix personnalisé du nombre de rappels ou de la dose du vaccin : par exemple, une personnalisation de la dose de vaccin et l'adaptation d'une stratégie de vaccination à la phase pandémique et aux caractéristiques démographiques ont un potentiel important pour minimiser les décès et maîtriser rapidement la pandémie, lorsqu'une vague de variants préoccupants frappe un pays dans un contexte de disponibilité vaccinale limitée.

### Conservation et logistique
Les vaccins traditionnels peuvent être conservés pendant 3 mois dans un réfrigérateur à une température de l'ordre de 4 °C. Certains vaccins à ARN nécessitent des températures très inférieures, tandis que d'autres peuvent être conservés dans un réfrigérateur ordinaire :
- Pfizer : −70 °C pendant 3 mois ; −20 °C pendant 15 jours ; 2 à 8 °C pendant 5 jours[85] ;
- Moderna Therapeutics : −20 °C ; 2 à 8 °C pendant 30 jours[86] ;
- Sanofi : −80 °C, mais la société espère améliorer la stabilité du vaccin[87] ;
- CureVac : 5 °C pendant 3 mois ; à température ambiante pendant 24 heures[87].
- Janssen : 2 ans entre - 25 °C et - 15 °C (congélation). Une fois décongelé, les modalités de conservation du flacon de vaccin sont :
  - avant utilisation, pendant 3 mois au réfrigérateur entre 2 °C et 8 °C et à l'abri de la lumière. Les flacons ne doivent pas être recongelés
  - après la première utilisation du flacon (ponction de la première dose), pendant 6 heures entre 2 °C et 8 °C, 3 heures entre 8 °C et 25 °C[88].

De ce fait, une logistique très particulière doit être mise en place pour transporter certains vaccins :
- des avions et des camions réfrigérés à −80 °C ;
- des hubs et des sites de stockage avec des salles froides à −80 °C : United Parcel Service a déjà investi dans les sites de Kentucky et des Pays-Bas[89] ; les hôpitaux doivent s'équiper de réfrigérateurs de très basse température, d'un coût unitaire de 10 000 à 15 000 euros ;
- des valises spéciales : Pfizer a déjà développé une valise pouvant transporter 5 000 doses et les conserver pendant dix jours, à condition de n'être ouverte que deux fois[89].

Pour les compagnies aériennes, dont les réseaux ont été considérablement réduits par la crise de la Covid-19, le transport de ces vaccins est un défi considérable. Aux États-Unis, l'armée contribue à cette logistique exceptionnelle, sous la direction du général quatre-étoiles Gustave Perna.
Les spécifications techniques de la mise en flacon du vaccin Pfizer (contenance) semblent assez incompréhensibles puisqu'elles aboutissent dans le meilleur cas à investir dans des seringues d'un type particulier pour extraire la totalité du contenu du flacon, et dans le pire à perdre des millions de doses du vaccin.

### Mesures post-vaccination
Lorsqu'une personne a été vaccinée contre la Covid-19, qu'elle a reçu toutes les doses de vaccin nécessaires et que les délais fixés après la vaccination sont passés, elle reste susceptible de contracter une covid (avec ou sans symptômes) et peut en cela propager l'infection. Il est recommandé aux personnes vaccinées de continuer à utiliser les comportements-barrière (se laver les mains avec du savon, porter des masques, garder une distance sociale) pour éviter d'infecter les autres, en particulier les personnes vulnérables. Ces restrictions devraient prendre fin lorsqu'il n'y aura plus de dangers avec la pandémie.
Révisant une décision prise deux mois auparavant, le Center for Disease Control and Prevention (CDC) a déclaré le 27 juillet 2021 que les personnes vaccinées contre le coronavirus devraient recommencer à porter des masques dans les espaces publics intérieurs dans les régions du pays où le virus fait une poussée.
Le CDC a déclaré que les Américains devraient recommencer à porter des masques dans les zones où l'on enregistre plus de 50 nouvelles infections pour 100 000 habitants au cours des sept jours précédents, ou si plus de 8 % des tests sont positifs pour l'infection au cours de cette période. Les responsables de la santé doivent réévaluer ces chiffres chaque semaine et modifier les restrictions locales en conséquence, a indiqué l'agence.
Ces recommandations, qui semblaient annoncer un ralentissement de la pandémie, étaient fondées sur des données antérieures indiquant que les personnes vaccinées étaient rarement infectées et ne transmettaient presque jamais le virus, ce qui rendait le masquage inutile. L'arrivée du variant Delta a changé la donne.
L'agence a déclaré que même les Américains vaccinés dans les régions sans poussée épidémique pourraient envisager de porter un masque dans les lieux publics intérieurs si eux-mêmes ou un membre de leur famille ont un système immunitaire déficient ou risquent de contracter une maladie grave, ou si un membre de leur famille n'est pas vacciné.
Les responsables du CDC  ont été convaincus par de nouvelles preuves scientifiques montrant que même les personnes vaccinées peuvent être infectées et porter le virus en grandes quantités, peut-être même similaires à celles des personnes non vaccinées.

## Géopolitique du vaccin
Selon la Coalition pour les innovations en matière de préparation aux épidémies (CEPI), le développement de vaccins anti-Covid19 est surtout le fait d'entités nord-américaines (40 %), asiatiques (30 %), européennes (26 %).
Les pays se sont engagés à acheter des doses de vaccin COVID-19 avant que les doses ne soient disponibles. Les pays à revenu élevé qui représentent 14 % de la population mondiale, avaient préréservé en novembre 2020, 51 % de toutes les doses. Certains pays à revenu élevé ont acheté plus de doses qu'il n'en faudrait pour vacciner l'ensemble de leur population. Le 18 janvier 2021, le directeur général de l'OMS, Tedros Adhanom Ghebreyesus, met garde contre les problèmes de distribution équitable. Le 10 mars 2021, l'Occident et d'autres membres de l'OMC refusent de renoncer aux droits de brevet sur les vaccins anti-covid.
Selon l'immunologiste Dr Anthony Fauci, les souches mutantes de virus et la distribution limitée de vaccins posent des risques, il déclare : « nous devons vacciner le monde entier, pas seulement notre propre pays. ».

### Occident
Le graphique qui aurait dû être présenté ici ne peut pas être affiché car il utilise l'ancienne extension Graph, désactivée pour des questions de sécurité. Des indications pour créer un nouveau graphique avec la nouvelle extension Chart sont disponibles ici.

En Europe, les pays aux revenus élevés bénéficient davantage des vaccins que les pays à revenus intermédiaires.
Le graphique qui aurait dû être présenté ici ne peut pas être affiché car il utilise l'ancienne extension Graph, désactivée pour des questions de sécurité. Des indications pour créer un nouveau graphique avec la nouvelle extension Chart sont disponibles ici.

#### Monde anglo-saxon
Les États-Unis ont précommandé 700 millions de doses de vaccins, notamment à :
- AstraZeneca : 300 millions de doses, le 21 mai 2020[102] ;
- Pfizer et BioNTech : 100 millions de doses, et une option pour 500 millions, le 22 juillet 2020[103] ;
- Moderna : 100 millions de doses, et une option pour 400 millions, le 11 août 2020[104] ;
- Novavax : 100 millions de doses[105] ;
- Johnson & Johnson : 100 millions de doses[105].

Dans les Royaumes du Commonwealth :
- Le Royaume-Uni a négocié 250 millions de doses auprès de 4 fournisseurs : AstraZeneca, Valneva, BioNTech/Pfizer et Sanofi (ce dernier pour 60 millions de doses)[106]. Elle a aussi passé ensuite une précommande à Novavax[107] ;
- Le Canada a réservé près de 414 millions de doses de vaccin en date de novembre 2020. Au Canada, trois vaccins sont utilisés au début 2021: ceux de Pfizer/Biotech, de Moderna et d'Astra-Zeneca[108]. Le Canada a commandé 6 millions de doses à Novavax[107]
- L'Australie a passé une précommande de 33,8 millions de doses à AstraZeneca et de 51 millions de doses à CSL[109]

En mars 2021, il a été révélé que les États-Unis avaient tenté de convaincre le Brésil de ne pas acheter le vaccin Spoutnik V, craignant «l'influence russe» en Amérique latine. La Palestine a accusé Israël de bloquer la livraison de vaccins à Gaza,.
Au premier juillet 2021, les États-Unis ont distribué 382 283 990 doses dont 328 152 304 (ou 85 %) ont été administrées.
Au 22 aout 2021, 201 425 785 personnes (soit 61 % de la population) a reçu au moins une doses; 170 821 621 personnes soit 52 % de la population totale a été pleinement vaccinée.

#### Union européenne

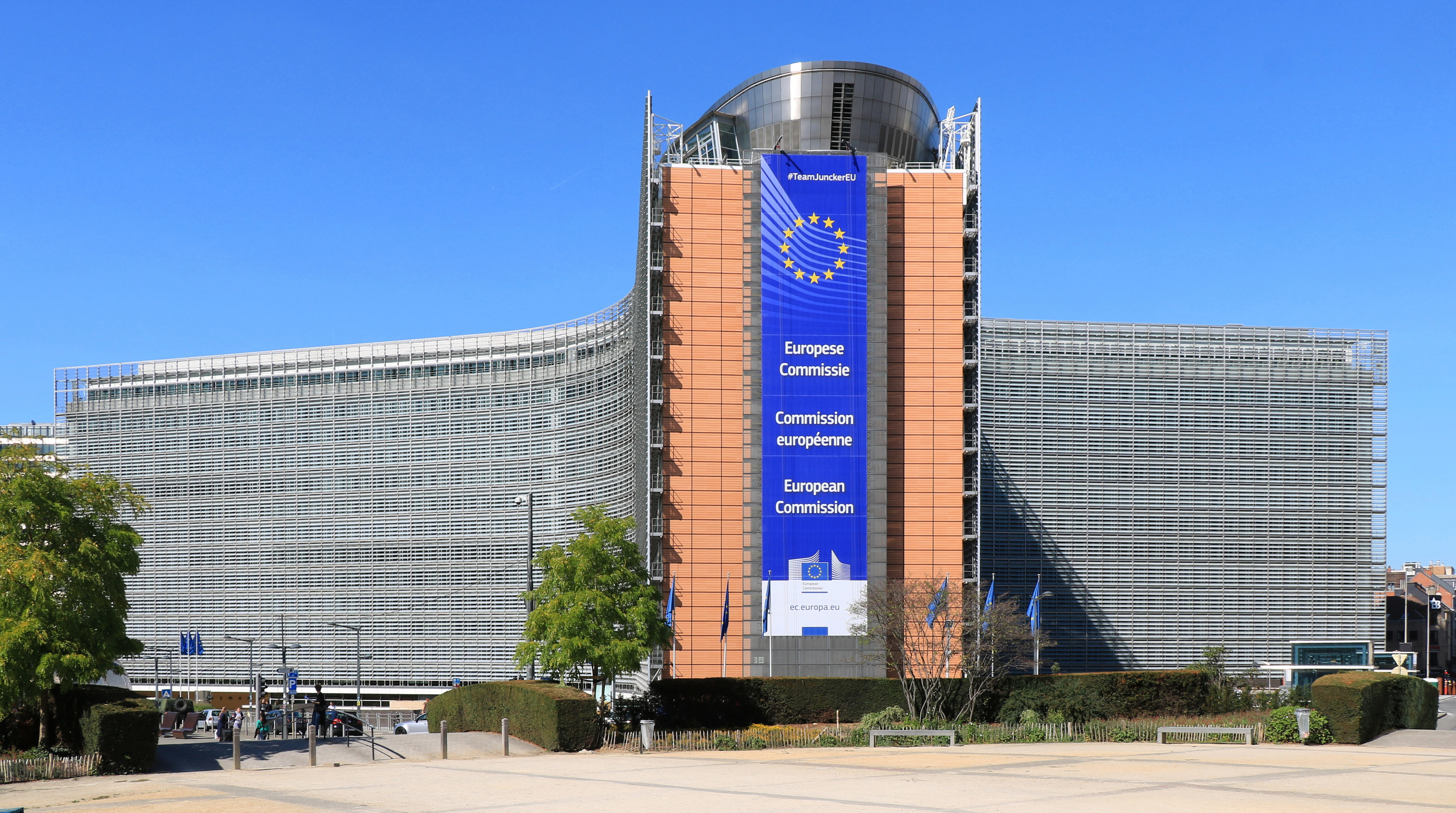
La Commission européenne, qui a négocié les prix des vaccins avec les entreprises pharmaceutiques.

L'Union européenne met en place une collaboration sur différents sujets :
- l'aide à la vaccination des pays en voie de développement ;
- la recherche-développement de vaccins ;
- la centralisation de la négociation de prix et de quantités avec les fournisseurs de vaccins, afin d'éviter une surenchère entre les différents pays pour accéder aux vaccins[115].

L'Union européenne a passé des précommandes de 1,5 milliard de doses de vaccins à :
- Sanofi-GSK : 300 millions de doses, le 31 juillet 2020 ;
- Johnson & Johnson : 200 millions de doses, et une option pour 200 millions de plus, le 13 août 2020 ;
- AstraZeneca : 300 millions de doses, et une option pour 100 millions, le 14 août 2020 ;
- CureVac : 225 millions de doses, et une option pour 180 millions, le 18 août 2020 ;
- Moderna : 80 millions de doses, et une option pour 80 millions, le 24 août 2020[116] ; nouvelle commande de 150 millions de doses en février 2021, et option d'achat de 150 millions de doses pour 2022[117].
- BioNTech-Pfizer : 200 millions de doses avec une option de 100 millions, le 9 septembre 2020[118]. La levée de l'option fin décembre 2020, puis le doublement de la commande portent le nombre de doses commandées à 600 millions[119].
- Novavax : 30 millions de doses et sur option 30 millions supplémentaires[120].
- Valneva SE : 30 millions de doses et sur option 30 millions supplémentaires[121].

Les prix des vaccins contre la Covid-19 ont été négociés par la Commission européenne avec les entreprises pharmaceutiques. Chaque pays a un droit de tirage en fonction de sa population à un prix garanti avec un engagement d'achat. Lors de ces négociations, la Commission européenne a accepté les exigences de l’industrie pharmaceutique en lui accordant « une confidentialité quasi totale sur les aides accordées pour la recherche et sur le coût des achats de vaccins ». Au 12 janvier 2021, l’Union a déboursé près de trois milliards d’euros.
En mars 2021, la commissaire européenne aux Affaires intérieures, Ylva Johansson annonce la mise en place d'un « passeport vert » qui regroupe les tests PCR négatifs et la vaccination avec un vaccin approuvé par l'Union européenne. Les vaccins Sinopharm et Spoutnik V sont pour le moment exclus du passeport. Le 9 avril 2021, l'Union européenne annonce vouloir commander 1,8 milliard de doses de vaccins supplémentaires après les 2,6 milliards déjà commandées.
Au 3 juillet 2021, l'Union européenne a distribué 426 922 366 doses à ses États membres, où ont été administrées 361 484 751 doses.
Le 17 juillet, l'Union européenne a vacciné une plus grande partie de sa population en première dose que les États-Unis (55,5 %/55,4 %).
Dans l'Union européenne, le vaccin est reconnu par le passe sanitaire européen depuis le 1er juillet 2021.
Le 27 juillet 2021, en moyenne, 70 % de la population adulte a reçu au moins une dose de vaccin contre le covid-19 alors que 57 % des citoyens de l'UE sont vaccinés avec deux injections. Toutefois le taux de vaccination varie selon le pays, de 83 % aux Pays-Bas et au Danemark à 17 % en Bulgarie.
En ayant produit plus d'un milliard de doses, l’Union européenne est le continent comptant le plus de personnes vaccinées et le premier exportateur mondial de vaccins contre le Covid-19 d'après le commissaire au marché intérieur Thierry Breton.
Au 5 août 2021, l'espace économique européen compte 260 millions de personnes ayant reçu une dose (73 % des adultes) dont 216 millions complètement vaccinées (60 % des adultes). Pour l'union européenne les chiffres sont de 256 millions de personnes ayant reçu une dose (73 % des adultes) dont 214 millions complètement vaccinées (61 % des adultes). Les taux varient pas pays pour la première dose : 9 pays ont un taux supérieur à 80 % dont l'Irlande et Malte 87 %; la Bulgarie est à 19 %.
Au 12 août 2021, l'espace économique européen compte 496,7 millions de doses administrées, avec 270 millions d'adultes ayant reçu au moins une dose dont 230 millions complètement vaccinées.
Au 15 août 2021, la Pologne a vendu à l'Australie plus d'un million de doses achetées par l'union européenne.
Au 16 aout 2021, plus de 500 000 000 doses ont été administrées dans l'espace économique européen.
Au 13 août, plus de 505 millions de doses (première et seconde cumulées) de vaccins contre le Covid-19 ont été administrées dans toute l'Union européenne.
Au 24 août, 75 % de la population adulte de l'EEE a reçu au moins une dose et 599 millions de doses ont été distribuées aux pays membres.
Le graphique qui aurait dû être présenté ici ne peut pas être affiché car il utilise l'ancienne extension Graph, désactivée pour des questions de sécurité. Des indications pour créer un nouveau graphique avec la nouvelle extension Chart sont disponibles ici.

Le graphique qui aurait dû être présenté ici ne peut pas être affiché car il utilise l'ancienne extension Graph, désactivée pour des questions de sécurité. Des indications pour créer un nouveau graphique avec la nouvelle extension Chart sont disponibles ici.

Au 25 août, 600 millions de doses ont été distribuées aux pays membres de l'Union européenne
Au 29 aout 2021, 250 millions d'européens ont été vaccinés dans l'Union européenne à 27.
Au 15 septembre 2021, 300 432 471 personnes ont reçu au moins une dose dans l'espace économique européen, et 272 095 185 y sont pleinement vaccinées. Sur la population totale, 66 % a reçu au moins une dose et 60 % est complètement vaccinées, ce qui correspond à des taux de 78 % et 71 % dans la population adulte, pour 558 153 234 doses administrées.
Au 9 octobre 2021, 309 672 576 personnes ont reçu au moins une dose dans l'espace économique européen, et 286 773 632  y sont pleinement vaccinées. Sur la population totale, 68 % a reçu au moins une dose et 63 % est complètement vaccinées, ce qui correspond à des taux de 80 % et 74 % de la population adulte, pour 581 209 031 doses administrées.
80 % des adultes de l'espace économique européen ont bénéficié d'une première dose de covid.
Au 22 janvier 2022 un milliard de doses ont été distribuées dans l'espace économique européen, 334 781 580 personnes ont reçu au moins une dose dans l'espace économique européen, et 315 669 944 y sont pleinement vaccinées. Sur la population totale, 73,9 %  a reçu au moins une dose et 69,7 % est complètement vaccinées, ce qui correspond à des taux de 84,7 % et 81,1 % de la population adulte, pour 814 522 122 doses administrées.

#### Personnes non-vaccinées

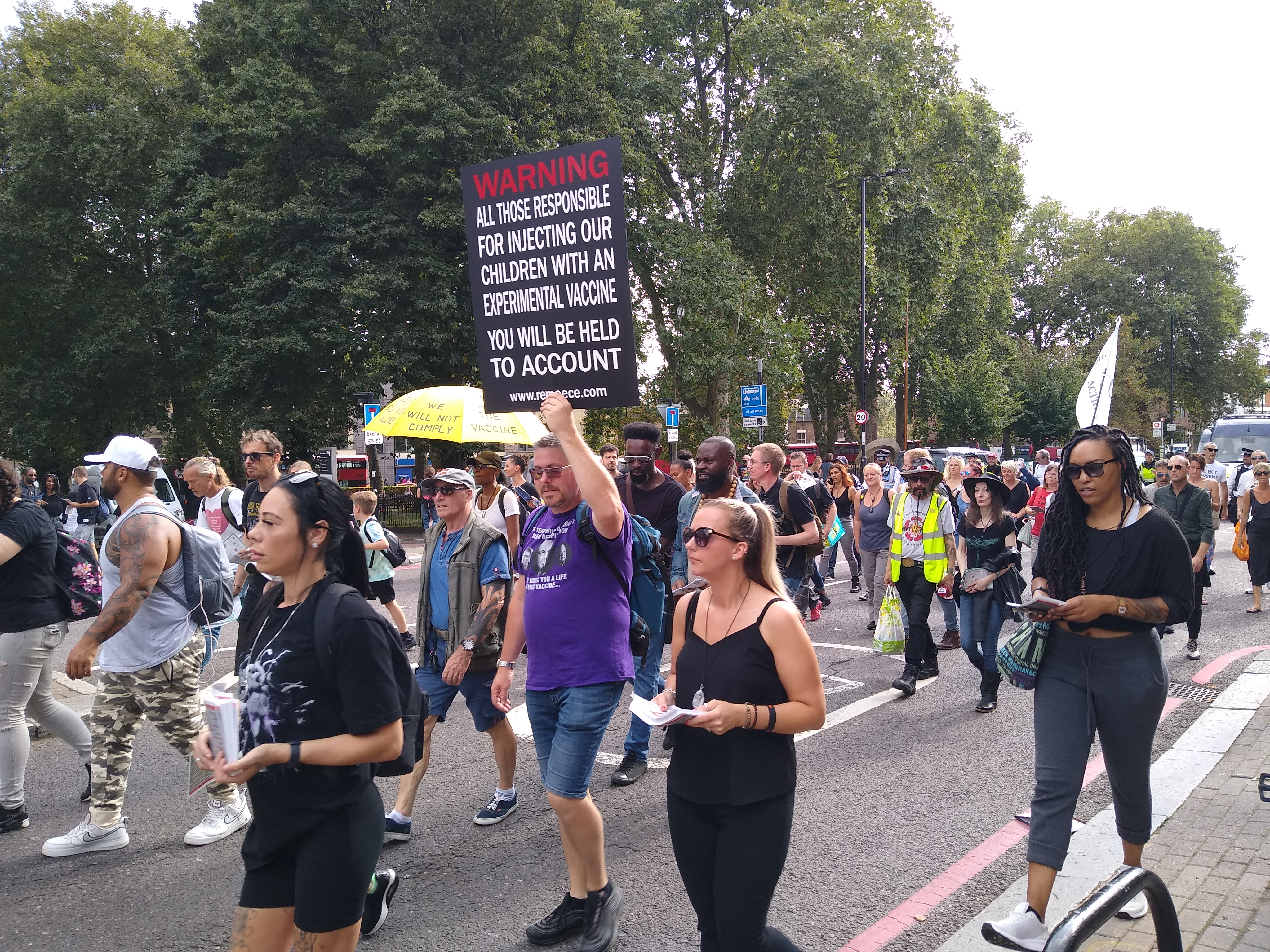
Supporter anglais des non-vaccinés, Londres, Royaume-Uni de Grande-Bretagne

En France, les données statistiques ameli sur la population, les effectifs vaccinés et les taux de vaccinés dans ces populations sont disponibles par département, les effectifs non vaccinés étant la différence entre la population totale et les effectifs vaccinés. Les quatre départements où les populations non vaccinées sont les plus nombreuses avec des effectifs supérieurs à 400 000 sont le Nord avec 643 592 non vaccinés, les Bouches-du-Rhône avec 640264 non vaccinés, la Seine-Saint-Denis avec 584457 non vaccinés et le Rhône avec 454429 non vaccinés. Dans le Nord, sur 614 512 non-vaccinés, 434 592 (71 %) sont des enfants, 146 937 (24 %) ont entre 18 et 64 ans ; 32 983 (5 %) ont plus de 65 ans. En Seine-Saint-Denis, sur 560 767 non-vaccinés, 363 172 (65 %) sont des enfants, 174 138 (31 %) ont entre 18 et 64 ans ; 23457 (4 %) ont plus de 65 ans. Les trois départements où les populations non vaccinées sont les moins nombreuses avec des effectifs inférieurs à 30 000 sont le Cantal avec 28709 non-vaccinés, la Creuse avec 27544 non-vaccinés et la Lozère avec 20853 non-vaccinés. En Lozère sur 19 993 non-vaccinés, 10 125 (51 %) sont des enfants, 7 221 (36 %) ont entre 18 et 64 ans ; 2 647 (13 %) ont plus de 65 ans.
| Région                     | Non-vaccinés |
| -------------------------- | ------------ |
| Ile-de-France              | 3 243 835    |
| Auvergne-Rhône-Alpes       | 2 038 939    |
| Occitanie                  | 1 527 641    |
| Provence-Alpes-Côte d'Azur | 1 470 777    |
| Hauts-de-France            | 1 420 925    |
| Grand Est                  | 1 389 080    |
| Outre-mer                  | 1 367 100    |
| Nouvelle-Aquitaine         | 1 274 924    |
| Pays de la Loire           | 784 755      |
| Bourgogne-Franche-Comté    | 688 889      |
| Normandie                  | 687 542      |
| Bretagne                   | 641 994      |
| Centre-Val de Loire        | 575 558      |
| Non-vaccinés France        | 17 111 958   |

Le graphique qui aurait dû être présenté ici ne peut pas être affiché car il utilise l'ancienne extension Graph, désactivée pour des questions de sécurité. Des indications pour créer un nouveau graphique avec la nouvelle extension Chart sont disponibles ici.

| Région     | Non-vaccinés |
| ---------- | ------------ |
| Réunion    | 332 461      |
| Guadeloupe | 251 366      |
| Martinique | 231 365      |
| Guyane     | 222 114      |
| Mayotte    | 210 031      |
| Corse      | 119 763      |

Les personnes non-vaccinées présentent un taux supérieur de fréquentation des hôpitaux.[réf. nécessaire] Pour convaincre les personnes à se faire vacciner, certaines personnalités politiques – dont Joe Biden et Ursula Von der Leyen – ont parlé d'une « épidémie de non-vaccinés ». Ce slogan s'est révélé erroné car, même si la vaccination participe à freiner la propagation de l'épidemie, les personnes vaccinées continuent à jouer un rôle important dans la transmission. En France, les premières estimations de la protection vaccinale contre le variant Omicron ont établi que, parmi les patients infectés ou hospitalisés, la part touchée de la population est plus élevée chez les personnes vaccinées. Entre le 1er et le 28 novembre 2021, les personnes non vaccinées (9 % de la population de 20 ans et plus) représentaient environ 26 % des tests PCR positifs au Covid-19 chez les personnes symptomatiques, 40 % des admissions en hospitalisation conventionnelle, 51 % des entrées en soins critiques et 39 % des décès. Selon certains professionnels de santé, les personnes non-vaccinées poseraient différents problèmes comme l'occupation des hôpitaux — jusqu'à 80 % à l'APHP — ce qui conduit à des appellations péjoratives selon l'Express, comme parasites, irresponsables, ou « passagers clandestins ».
De nombreux pays, dans lesquels la vaccination contre la Covid-19 n'est pas obligatoire, ont mis en place des mesures pour contraindre les populations non-vaccinées à s'engager dans un schéma de vaccination : passe vaccinal en Allemagne, soins payants à Singapour ou confinement en Autriche. La Suède met en place un passe vaccinal pour les évènements de plus de 100 personnes. Aux États-Unis, la vaccination obligatoire pour les employés des entreprises de plus de 100 personnes, souhaitée par l'administration Biden, a été rejetée par la Cour suprême en janvier 2022. Certaines personnes restent volontairement non vaccinées parce qu'elles croient que les vaccins sont à 100 % efficaces. En réalité, avec le nombre de non-vaccinés augmente la circulation du virus et donc le risque subi par les personnes vaccinées. Ainsi une réduction de risque quelle qu'elle soit ne suffit pas à compenser les effets de la croissance exponentielle d'une épidémie qui ne serait pas controlée.Interprétation abusive ? Les non vaccinés sont interdits d'entrée sur le territoire finlandais.

### Ailleurs dans le monde

#### Chine
En Chine, cinq entreprises sont autorisées à faire des essais cliniques de vaccins anti-Covid, et trois projets sont avancés :
- CoronaVac, développé par Sinovac Biotech, est un vaccin à virus inactivé. Les essais de phase III ont été menés au Brésil à l'institut Butantan de Sao Paulo[150], en Indonésie et au Bangladesh[151]. Ce vaccin aurait une efficacité de 78 % selon le fabricant[44] ;
- le vaccin développé par CanSino Biologics est à vecteur viral (adénovirus-5)[152]. Il aurait une efficacité d'environ 50 %, moindre sur les personnes les plus âgées, et avec des effets secondaires significatifs[153]. Le gouvernement chinois a approuvé ce vaccin pour les militaires seulement[151] ;
- Inovio Pharmaceuticals met au point une vaccination à base d'ADN en collaboration avec une entreprise chinoise. Des essais cliniques chez l'homme ont été menés durant l'été 2020[154].

Après le développement de trois vaccins, la Chine assure début 2021 être capable de distribuer 400 millions de doses à l'échelle planétaire. Selon les géopolitologues, cette politique chinoise de distribution a pour but de se placer comme un leader mondial sur le plan sanitaire et d'étendre l'influence chinoise dans le monde. Les fabricants de vaccins chinois sont accusés de refuser de vendre leurs vaccins au Paraguay si celui-ci n’acceptait pas de rompre ses relations diplomatiques avec Taïwan. En février 2021, Taiwan accuse la Chine d'entraver ses efforts pour se procurer des doses de vaccin.
Le 10 avril 2021, Gao Fu, directeur du centre chinois de contrôle et de prévention des maladies, indique que les vaccins chinois  « n’ont pas des taux de protection très élevés ». Selon des chercheurs brésiliens le vaccin de Sinovac ne dépasserait pas 50,4 % d'efficacité contre 97 % pour le vaccin Pfizer-BioNTech.

#### Russie
L'institut Gamaleya (Moscou) a développé le vaccin Spoutnik V, qui utilise comme vecteurs des adénovirus rAd5 et rAd26 (virus de rhume génétiquement modifié pour exprimer la protéine S) ne pouvant pas se répliquer.
Les études de phase III impliquent plus de 40 000 participants en Russie et en Biélorussie. Fin novembre 2020 sont communiqués les résultats d'un essai de phase III, qui indiquent une efficacité de 91,4 %,. Le 19 janvier 2021, une demande d'homologation est déposée auprès de l'Agence européenne du médicament, tandis que l'Allemagne déclare être prête à aider la Russie à la production du vaccin. En février 2021, la revue médicale The Lancet relaye dans une publication une efficacité de 91,6 %.
Le 4 mars 2021 l'agence européenne du médicament EMA informe qu'elle débute l'examen d'évaluation (rolling review) du vaccin Spoutnik V. Elle précise que cet examen se poursuivra jusqu'à la disposition de preuve suffisante pour une demande officielle d'autorisation de mise sur le marché .
Un second vaccin développé par l'institut Vector (Sibérie) serait entré en phase II en septembre 2020.

#### Cuba & Iran
Cuba mène des recherches pour développer son propre vaccin, mais peine à effectuer des tests vu le faible nombre de cas sur son territoire. En janvier 2021, un accord est signé avec l'Institut Pasteur de Téhéran pour tester son candidat vaccin le plus avancé, le SOBERANA 02, en Iran, le « guide suprême » Ali Khamenei refusant les vaccins anglo-saxons. En mars 2021 Vicente Vérez, directeur de l'Institut Finlay de Cuba, annonce un début de vaccination de la population cubaine en juillet 2021.

#### Kazakhstan
Le pays développe son propre vaccin, QazCovid-in. Sa campagne vaccinale s'appuie principalement sur le vaccin russe Spoutnik V.

### Compétition
Une compétition d'influence existe entre le monde anglo-saxon, la Russie, la Chine et l'Inde pour approvisionner le monde en vaccins dans un schéma précontractuel.
En Amérique latine
- Le Brésil a précommandé 100 millions de doses à AstraZeneca, et 120 millions de doses à Sinovac Biotech ;
- L'Argentine vaccine dix millions de personnes à partir de décembre 2020 avec le vaccin russe Spoutnik V et le vaccin de Pfizer, et espère obtenir le vaccin AstraZeneca en mars 2021[169] ;
- Le Venezuela doit recevoir 10 millions de vaccins Spoutnik V au premier trimestre 2021 pour un début de campagne en avril[170].

En Asie
- En Asie, des milliards de doses auraient été précommandés au Serum Institute of India. L'Inde a aussi précommandé à Novavax[107] ;
- Le Japon précommande 490 millions de doses, dont 250 millions à Novavax ;
- La Corée du Sud commande 64 millions de doses, réparties entre Pfizer (20 millions), Moderna (20 millions), AstraZeneca (20 millions) et Janssen (4 millions)[171].

En Occident
- La Suisse a passé des accords de précommande avec Moderna. La Suisse a commandé 5,3 millions de doses à AstraZeneca[172],[173], 3 millions de doses à Pfizer-BioNTech, et 7,5 millions de doses à Moderna[174] ; elle a aussi commandé 5 millions de doses à CureVac conjointement avec la Suède[173] ;
- Israël a précommandé 1,5 million de doses du vaccin russe Spoutnik V[175]. Il a ensuite commandé 14 millions de doses à Pfizer et Moderna ;
- La Hongrie se distingue du reste de l'Union européenne en choisissant le vaccin russe Spoutnik V à vecteur viral, plutôt que le vaccin britannique de même type AstraZeneca[176],[177].

En Afrique du Nord et au Moyen-Orient
- L'Algérie est l'un des premiers pays africains à lancer sa campagne de vaccination le 30 janvier 2021[178]. Les vaccins choisis sont le russe Sputnik V[179], le chinois Sinovac[180] et le britannique AstraZeneca[181]. L'Algérie va produire en septembre 2021 2,5 millions de doses de vaccins Sputnik V et Sinovac par mois[182], ce qui fera d'elle le premier producteur de vaccins contre la Covid-19 en Afrique. La production va débuter le 29 septembre 2021 au sein de l'usine Saidal à Constantine[183]. Il est prévu de monter jusqu'à 5,3 millions de doses produites par mois en janvier 2022.
- Le Maroc a précommandé 65 millions de doses à Sinopharm et AstraZeneca. Il prévoit de produire le vaccin de Sinopharm et de l'exporter vers certains pays africains[184] ;
- La Tunisie bénéficie du don de 3,2 millions de doses: 500 000 doses viennent de Chine, autant des Emirats arabes unis, 250 000 doses sont arrivées de l'Algérie voisine. La France a donné plus d'un million de doses d'Astra Zeneca et Janssen[185].

Dans le reste de l'Afrique
- La Coalition pour les innovations en matière de préparation aux épidémies a précommandé 300 millions de doses à AstraZeneca pour approvisionner des pays en voie de développement, en particulier les nations africaines[186].

Les principaux fabricants de vaccins auraient reçu les commandes suivantes :
|                                 | Commandes et précommandes fermes confirmées (11 novembre 2020) | Commandes et précommandes fermes confirmées (15 février 2021) |
| AstraZeneca + Oxford University | 2 400                                                          | 2 340                                                         |
| Janssen                         | 370                                                            | 1 010                                                         |
| Pfizer                          | 610                                                            | 920                                                           |
| Sanofi                          | 530                                                            | 730                                                           |
| Moderna                         | 210                                                            | 670                                                           |
| Novavax                         | 1 300                                                          | 370                                                           |
| Sinovac                         | 160                                                            | 390                                                           |
| Gamaleya                        | 260                                                            | 320                                                           |

## Économie des vaccins

### Exploitations de brevets antérieurs
Les vaccins à ARNm de Pfizer-BioNTech et de Moderna qui ont été développés en moins d'un an, reposent en partie sur des brevets déposés en 2005 sur une technologie conçue par l’université de Pennsylvanie pour fabriquer l'ARN messager utilisé. Les deux laboratoires ont payé chacun 75 millions de dollars pour pouvoir l’exploiter.
La technique de stabilisation de la protéine de spicule est issue de la recherche publique et est soumise à une licence d’utilisation estimée jusqu’à 1,8 milliard de dollars. Pfizer-BioNTech et Moderna n'ont pas(encore?) versé ces droits à l’État américain.

### Formation des prix des vaccins
Selon L’hebdomadaire Alternatives économiques, relayant l'étude étude de l’Imperial College de Londres qui a fait tourner les modèles du département de génie chimique dirigé par le professeur Nilay Shah, un vaccin de Pfizer-BioNTech reviendrait à 88 cents et un vaccin de Moderna à 2,29 dollars. Le chercheur Zoltan Kis complète pour le journal Le Monde « Le prix final du vaccin va inclure d’autres éléments comme les coûts de R&D recherche et développement, les essais cliniques, la distribution, la propriété intellectuelle et les frais juridiques, etc. Il faut ajouter une marge bénéficiaire[...] certaines de ces sociétés ont investi des milliards de dollars dans le développement de la technologie de plate-forme de vaccins à ARNm au cours de la dernière décennie ». Il faut y ajouter les coûts de finition du produit (flacons, packaging, contrôle qualité). Le prix de vente en Europe peut atteindre quarante fois le coût de production.

### Prix des vaccins
L'Union Européenne a centralisé la négociation de prix et de quantités avec les fournisseurs de vaccins, afin d'éviter une surenchère entre les différents pays pour accéder aux vaccins.
Lors de ces négociations, la Commission européenne a accepté les exigences de l’industrie pharmaceutique en lui accordant « une confidentialité quasi totale sur les aides accordées pour la recherche et sur le coût des achats de vaccins ». Au 12 janvier 2021, l’Union a déboursé près de trois milliards d’euros.
La négociation a été menée par la Commission européenne avec les entreprises pharmaceutiques, chaque pays a un droit de tirage en fonction de sa population à un prix garanti avec un engagement d'achat.
Le 9 avril 2021, l'Union européenne annonce vouloir commander 1,8 milliard de doses de vaccins supplémentaires après les 2,6 milliards déjà commandées.
Le prix des vaccins négocié dans les contrats est l'objet de clauses de confidentialité. Pour une dose du vaccin de Pfizer et BioNTech, les Américains paieraient 25 dollars et les Européens environ 18 dollars.
En Europe la disparité des prix entre les différents vaccins est importante : 1,78 euro pour AstraZeneca, 6,93 euros pour Janssen, 10 euros pour CureVac, 12 euros pour Pfizer-BioNTech(19,50 euros depuis avril 2021, 15,50 euros  depuis janvier 2021, augmentation 25 %), 14,70 euros pour Moderna,, soit « une différence de 1 à 8 entre le vaccin le moins cher et celui le plus coûteux ». Le vaccin russe Spoutnik V, non encore validé par l'Union européenne, serait commercialisé à un prix d'environ 8 euros la dose.
Certaines entreprises pharmaceutiques comme Johnson & Johnson et AstraZeneca (politique poussée par l’université d’Oxford jusqu’à la fin de la pandémie) ont fourni leurs vaccins à prix coûtant
Selon Libération, repris par Le Canard enchaîné et confirmé par L'Est républicain, l'utilisation d'une 6e dose par flacon de vaccin, vendu initialement pour 5 doses, permet à la firme Pfizer de faire un surprofit de 1,5 milliard d'euros sur la commande européenne. L'entreprise "promet" de faire profiter les pays pauvres de flacons correspondant à 20 millions de doses de vaccin, mis de côté sur la livraison de l'UE, à prix coutant,.

### Sites de production
Zones de production
| Zone             | Doses (millions) | Doses (millions) | Doses (millions) |
| Zone             | 3 mars 2021      | 31 July 2021     | 31 July 2021     |
| ---------------- | ---------------- | ---------------- | ---------------- |
| Chine            | 141.6            | 2217             |                  |
| Union européenne | 81.0             | 874.3            |                  |
| Inde             | 42.4             | 533.5            |                  |
| États-Unis       | 103.0            | 481.6            |                  |
| Russie           | 10.5             | 97.6             |                  |
| Suisse           | 5.5              | 94.2             |                  |
| Corée du Sud     | 1.6              | 61.6             |                  |
| RU               | 12.2             | 50.6             |                  |
| Cuba             | -                | 39.5             |                  |
| Argentine        | -                | 26.8             |                  |
| Thaïlande        | -                | 9.6              |                  |
| Japon            | -                | 9.0              |                  |
| Australie        | -                | 8.7              |                  |
| Kazakhstan       | -                | 6.7              |                  |
| Iran             | -                | 3.0              |                  |
| Belarus          | -                | 2.0              |                  |
| Égypte           | -                | 0.5              |                  |

Le graphique qui aurait dû être présenté ici ne peut pas être affiché car il utilise l'ancienne extension Graph, désactivée pour des questions de sécurité. Des indications pour créer un nouveau graphique avec la nouvelle extension Chart sont disponibles ici.

Eu Europe
- Pfizer-BioNTech font fabriquer le vaccin à Puers-Saint-Amand en Belgique et par BioNTech en Allemagne. La société Delpharm est chargée de le mettre dans des flacons à Saint-Rémy-sur-Avre (France, région Centre-Val de Loire)[198].
- Moderna qui fabrique surtout aux États-Unis à Norwood, a également un partenaire suisse Lonza qui a mis en place à Viège (Suisse) 3 lignes de production, dont chacune doit produire 2 millions de doses par semaine[199]. Moderna espère ainsi produire entre 500 millions et 1 milliard de doses en 2021.
- Sanofi fabrique son vaccin d'abord à Vitry-sur-Seine (Val-de-Marne) et plus tard à Marcy-L’Étoile (Rhône), ainsi que dans d'autres usines du groupe en Allemagne, en Italie et aux États-Unis[200].
- AstraZeneca fabrique à Seneffe (Belgique). Très en retard sur ses livraisons prévues début 2021, il décide de sous-traiter une partie de la production à la société allemande IDT Biologika[201].

Aux États-Unis, AstraZeneca, Moderna et Johnson & Johnson sous-traitent le conditionnement à Catalent, qui a une gigantesque usine à Bloomington,.
| Pays        | Ville                                          | Vaccin               | Société                                    | Spécialité du site P=Production du vaccin MC=Mise en flacons, conditionnement, expédition | Date démarrage                  |
| ----------- | ---------------------------------------------- | -------------------- | ------------------------------------------ | ----------------------------------------------------------------------------------------- | ------------------------------- |
| Allemagne   | Brehna                                         | Pfizer               | Dermapharm (de)                            | P                                                                                         | capacité additionnelle mai 2020 |
| Allemagne   | Dessau-Roßlau                                  | AstraZeneca          | IDT Biologika (de)                         | P, MC                                                                                     | démarre fin 2021                |
| Allemagne   | Halle-sur-Saale                                | Pfizer               | Baxter International                       | P                                                                                         |                                 |
| Allemagne   | Francfort                                      | Pfizer               | Sanofi                                     | MC                                                                                        | juillet 2021                    |
| Allemagne   | Hameln                                         | Pfizer               | Siegfried Holding (de)                     | MC                                                                                        |                                 |
| Allemagne   | Laupheim                                       | Pfizer               | Rentschler (de)                            | MC                                                                                        |                                 |
| Allemagne   | Marbourg, Martinsried, Mayence, Idar-Oberstein | Pfizer               | BioNTech                                   | P                                                                                         |                                 |
| Allemagne   | Reinbek                                        | Pfizer               | Allergopharma (filiale de Dermapharm (de)) | MC                                                                                        |                                 |
| Allemagne   | Tübingen, Wuppertal                            | CureVac              | Bayer                                      | MC ultérieurement P                                                                       | Vers la fin 2021                |
| Autriche    | Klosterneuburg                                 | Pfizer               | Polynum                                    | P                                                                                         |                                 |
| Autriche    | Kundl                                          | CureVac              | Novartis                                   | P                                                                                         |                                 |
| Belgique    | Drogenbos                                      | Pfizer               | Delpharm                                   | MC                                                                                        |                                 |
| Belgique    | Puers-Saint-Amand                              | Pfizer               | Pfizer                                     | P, MC                                                                                     |                                 |
| Belgique    | Seneffe                                        | AstraZeneca          | Thermo Fisher                              | MC                                                                                        |                                 |
| Belgique    | Wavre                                          | CureVac              | GSK                                        | P, MC                                                                                     |                                 |
| Espagne     | Azuqueca de Henares                            | AstraZeneca          | Grupo Insud (es)                           | MC                                                                                        |                                 |
| Espagne     | Barcelone                                      | Janssen              | Reig Jofre                                 | MC                                                                                        |                                 |
| Espagne     | Madrid                                         | Moderna              | Laboratorios Farmaceuticos ROVI            | MC                                                                                        |                                 |
| France      | Chenôve                                        | Moderna              | Corden Pharma                              | Composant (lipides)                                                                       |                                 |
| France      | Marcy-l'Étoile                                 | Janssen              | Sanofi                                     | MC                                                                                        | démarre septembre 2021          |
| France      | Monts                                          | Moderna              | Recipharm                                  | MC                                                                                        | démarre avril 2021              |
| France      | Saint-Rémy-sur-Avre                            | Pfizer               | Delpharm                                   | MC                                                                                        | démarre avril 2021              |
| France      | Val-de-Reuil                                   | CureVac              | Fareva                                     | MC                                                                                        |                                 |
| Italie      | Anagni                                         | AstraZeneca, Janssen | CMO Catalent                               | MC                                                                                        |                                 |
| Pays-Bas    | Amsterdam                                      | CureVac              | Wacker                                     | P                                                                                         |                                 |
| Pays-Bas    | Leiden                                         | AstraZeneca Janssen  | Halix                                      | P                                                                                         | Démarre fin mars 2021           |
| Royaume-Uni | Barnard Castle                                 | Novavax              | GSK                                        | MC                                                                                        | mai 2021                        |
| Royaume-Uni | Newcastle-under-Lyme                           | AstraZeneca          | Cobra Biologics                            | P                                                                                         |                                 |
| Royaume-Uni | Oxford                                         | AstraZeneca          | Oxford BioMedica                           | P                                                                                         |                                 |
| Royaume-Uni | Stockton-on-Tees                               | Novavax              | Fujifilm Diosynth Biotechnologies          | P                                                                                         |                                 |
| Royaume-Uni | Wrexham                                        | AstraZeneca          | Wockhardt                                  | MC                                                                                        |                                 |
| Suisse      | Liestal                                        | Moderna              | Corden Pharma                              | P                                                                                         |                                 |
| Suisse      | Stein am Rhein                                 | Pfizer               | Novartis                                   | MC                                                                                        |                                 |
| Suisse      | Viège                                          | Moderna              | Lonza                                      | P, MC                                                                                     |                                 |

### Brevets sur les vaccins

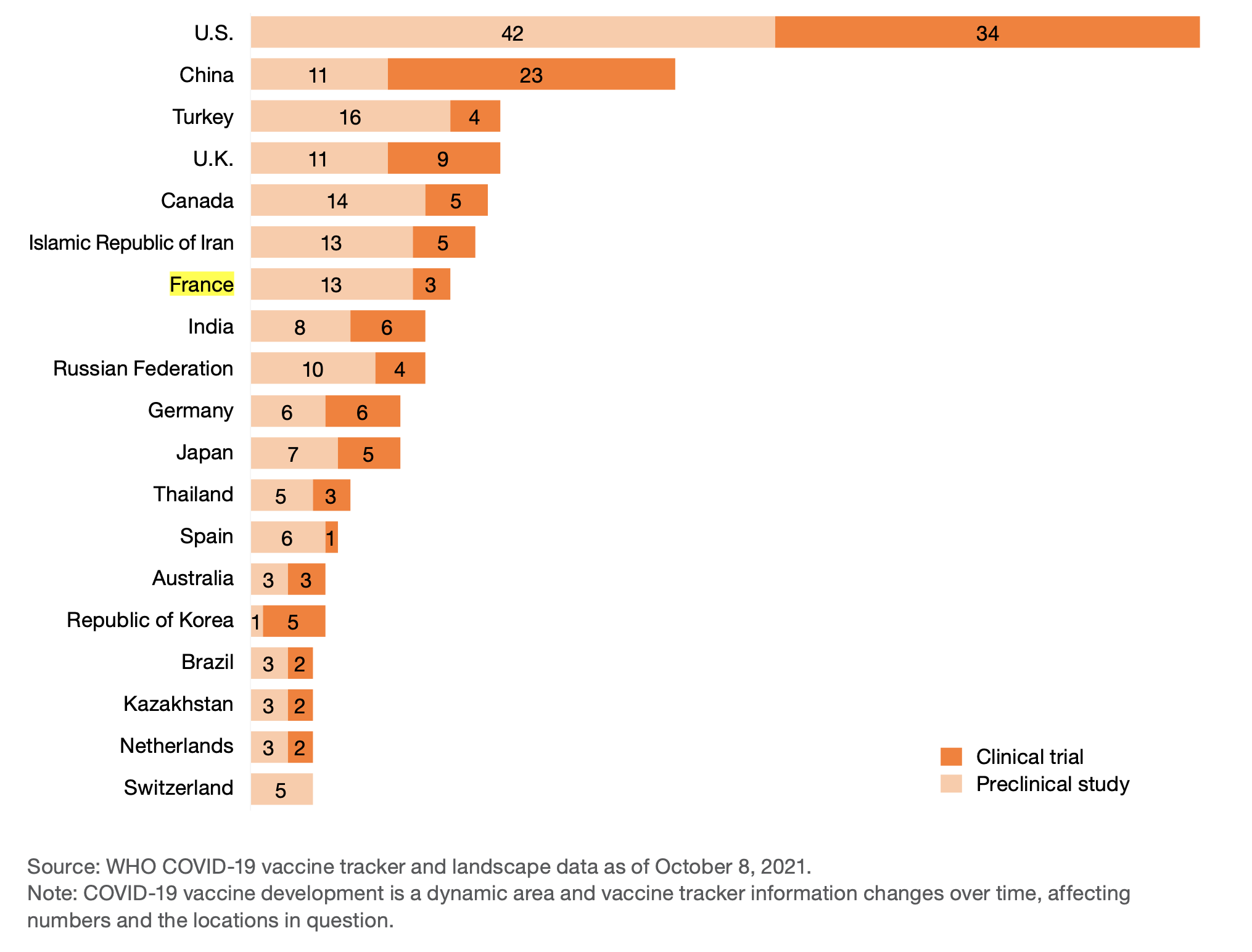
19 premiers pays pour les brevets de vaccins anti-Covid-19 début 2022). Près de 50 % des données sur les brevets de vaccins concerne les vaccins à sous-unités protéiques (plate-forme de vaccins conventionnels), suivis des dépôts de brevets de vaccins à vecteur viral (plate-forme de nouveaux vaccins) qui comptent pour 1/4 des données sur les brevets de vaccins.

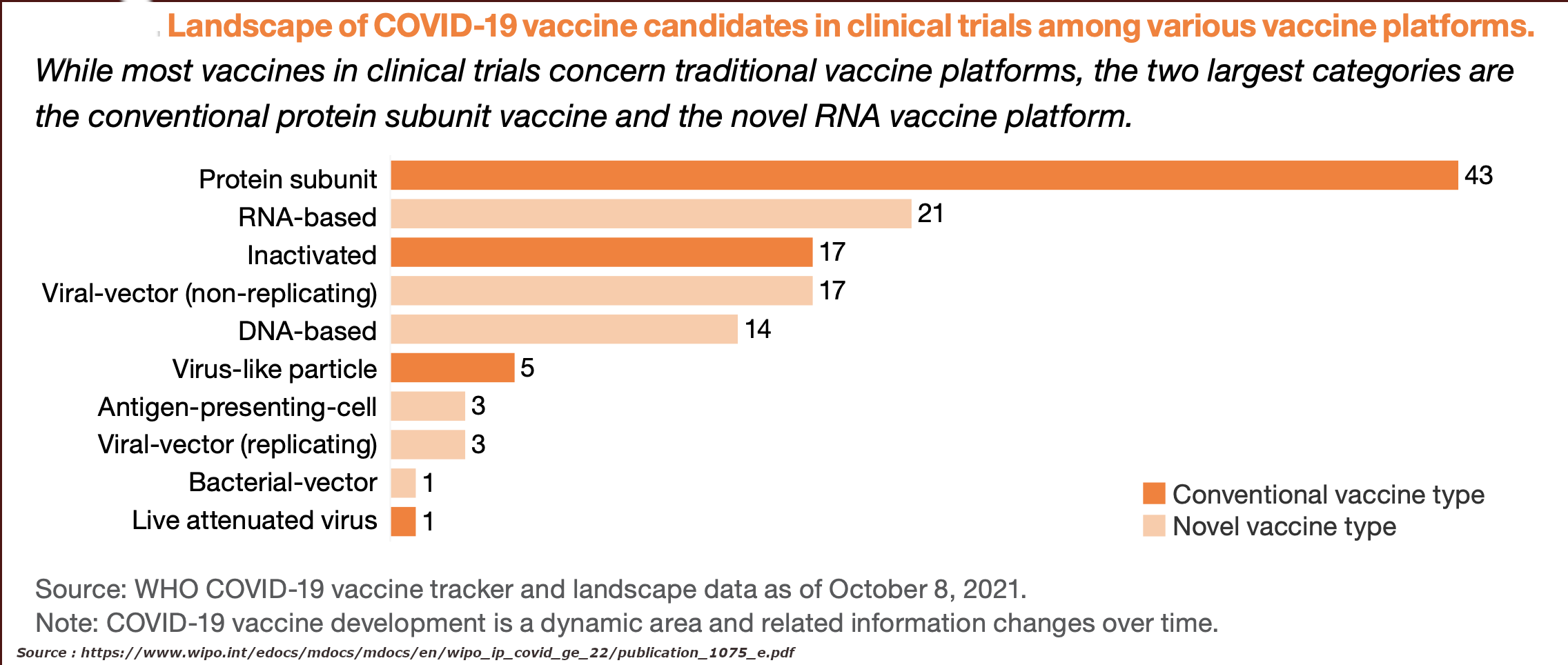
Répartition des dépôts de brevets liés au Covid-19 en fonction du type de vaccin.

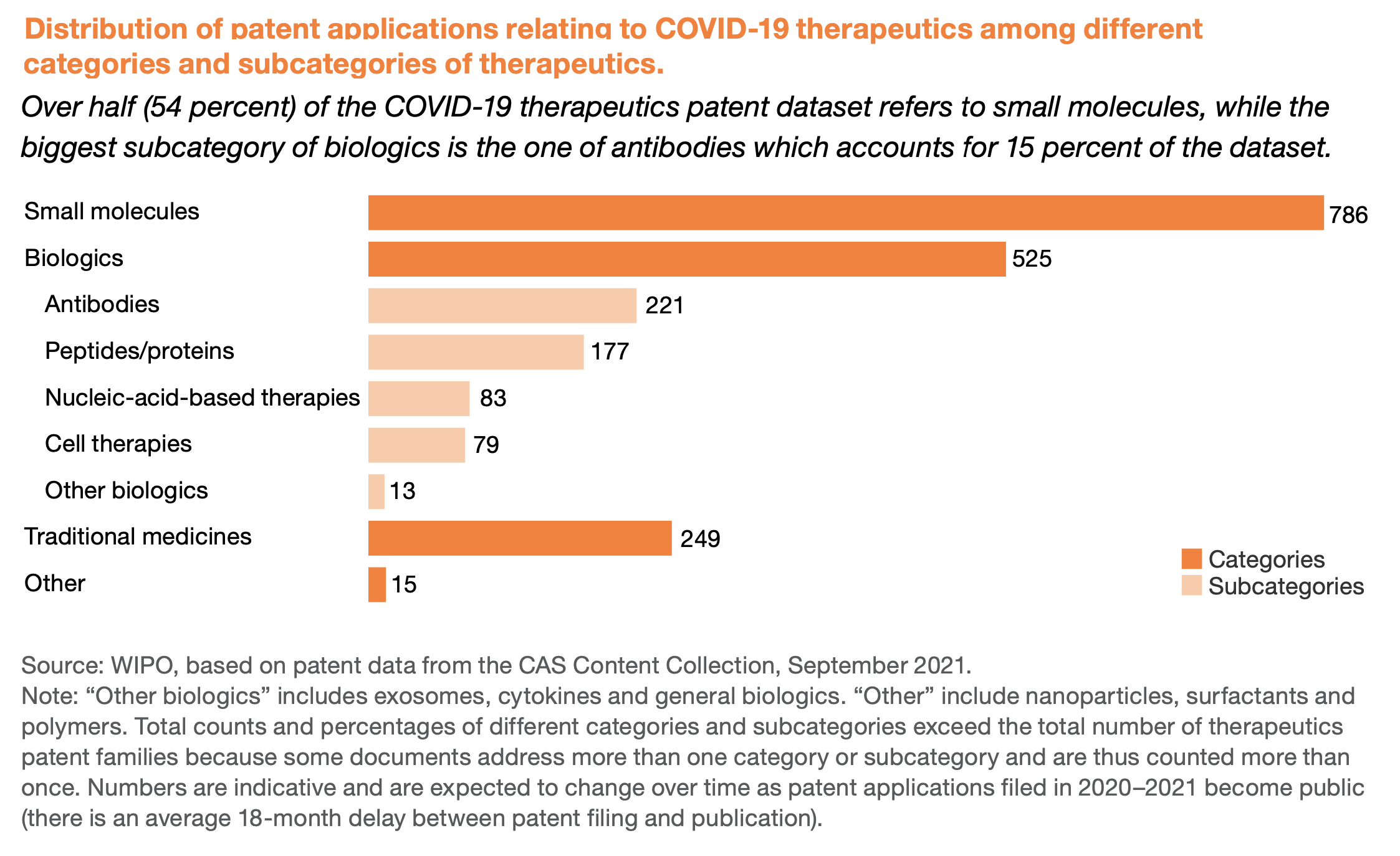
Répartition des demandes de brevet par catégorie thérapeutique (début 2022).

Selon l'Organisation mondiale de la propriété intellectuelle 417 demandes de brevets liés au vaccin contre la Covid-19 avaient déjà été déposés entre le début de l'année 2020 et la fin du mois de septembre 2021 (et il faut en moyenne 18 mois entre une demande déposée auprès d'un office des brevets et une publication du brevet) et beaucoup d'autres sont attendus.
Face à l’urgence sanitaire due à la pandémie de Covid-19, la question « faut-il libérer les brevets des vaccins pour en produire plus ? » se pose. Cette idée se heurte aux contraintes de la propriété intellectuelle protégée par les brevets déposés par les entreprises.
En décembre 2020, l'OMC débat sur le caractère brevetable des vaccins anti-Covid. En effet, l'une des règles portant sur les licences obligatoires et licences d'office est que « le propriétaire du brevet ne peut s’opposer à la production d’un médicament ».
L'avocat Matthieu Dhenne rappelle que cette « libération » des brevets sur les vaccins est un faux débat, car le système de la licence d'office, qui est prévu à l'article 31 de l'accord sur les ADPIC conclu au sein de l'OMC (repris en substance à l'article L. 613-16 du Code de la propriété intellectuelle) permet déjà une limitation de l'exercice du droit de brevet, afin qu'il soit conforme à l'intérêt de la santé publique,.
Il conviendrait cependant d'engager la procédure de la « licence d'office » (ou « licence obligatoire »), après l'avoir réformée un minimum (pour la rendre effective). Une telle réforme de la licence d'office a déjà été recommandée par un rapport de l'Institut de Boufflers de mai 2020 puis par une tribune collective rassemblant 16 spécialistes du droit des brevets et du droit de la propriété. Une proposition de loi déposée au Sénat le 8 avril 2021 fait suite à ces recommandations.
En mai 2021, emmenés par l’Inde et l’Afrique du Sud, une centaine d’États demandent à l'Organisation mondiale du commerce la levée des droits de propriété intellectuelle, mais « Big Pharma » défend son monopole (Pfeizer notamment).
Les États peuvent théoriquement octroyer à des acteurs locaux des licences, sans que les détenteurs des brevets puissent s'y opposer. Cela permettrait de multiplier les sites de production, et par conséquent de réduire l’écart qui se creuse entre les pays riches et vaccinés et les nations les plus pauvres.
En 2021, les États-Unis soutiennent la suspension des brevets pour les vaccins contre le Covid-19 et l'Union Européenne est prête à en discuter, pour accélérer la production mondiale,,.
Selon Maurice Cassier, chercheur au Centre national de la recherche scientifique (CNRS), « les fabricants ont bénéficié de milliards d’euros d’aides publiques pour développer leurs vaccins, aucun n’est purement le fruit des recherches industrielles, tous ont profité de décennies de recherches académiques ». En outre, Pfizer (qui a avec BioNTech, livré plus de 3 milliards de vaccins à ARNm) a déclaré en 2022 un bénéfice net de presque 22 milliards de dollars américains pour 2021 (doublement des bénéfices par rapport à 2020).
En 2022, alors que (deux ans après le début de la pandémie) moins de 15 % des gens de pays pauvres ont reçu au moins une dose vaccinale, pendant que les "riches" se voyaient proposer une troisième puis quatrième dose, l'Inde et l'Afrique du Sud sont maintenant soutenus par de nombreux chercheurs, ONGs et par des publications d'importance mondiales comme la revue Nature, qui  appellent, devant l'OMC, à temporairement alléger la propriété intellectuelle liée au COVID-19 au moins la durée de la pandémie. La Chine, les États-Unis et plus de 100 autres pays le souhaitent, mais les nations européennes ont freiné le processus
L'UE a rappelé que le droit international permet déjà de déroger à la propriété intellectuelle en cas d'urgence pandémique (via des licences obligatoires). Mais après deux ans, aucun groupes pharmaceutiques n'a accepté de délivrer une licence obligatoire pour un vaccin contre la COVID-19, et les dérogations pour un seul vaccin peuvent concerner des dizaines de procédés brevetés, ce qui freine le traitement des demandes.
Le groupe propose que les entreprises des pays à revenu faible ou intermédiaire soient autorisées à faire une seule demande par vaccin.
Un autre problème est l'accès aux formes de données éventuellement nécessaires à la production des vaccins, non couvertes par un brevet mais confidentielle. Les demandeurs d'une dérogation doivent dresser une liste de tous les brevets à annuler – ce qui prendrait trop de temps en période de pandémie.
En mars 2022, la position des pays d'Europe semble s'assouplir, hormis pour le Royaume-Uni et la Suisse (où sont basées plusieurs des plus grandes sociétés pharmaceutiques du monde).
En juin 2022, l’OMC entérine un accord minimal sur la levée des brevets sur les vaccins contre la Covid-19. Il donne le droit aux pays en développement d'accorder des licences de production pour les vaccins à des fabricants locaux en se passant de l’autorisation des titulaires des brevets.

### Mise en production
Dans le cas de la production des vaccins à ARN messager, la duplication des brins d'ARN n'est pas techniquement très difficile (culture de plasmides dans un réacteur), et pourrait être faite par presque n'importe quel laboratoire.
Les nanoparticules lipides d'encapsulation des brins (LNP) semblent être en grande partie à la source de la limitation des capacités de production des vaccins. Elles sont pour le vaccin BioNTech une coproduction d'entreprises autrichienne et canadienne mais non de l'entreprise dépositaire du brevet du vaccin. Elles n'ont pas non plus été conçues par Moderna, l'autre laboratoire disposant, en février 2021, d'une autorisation de mise sur le marché en Europe, d'un vaccin ARN. Il serait donc légal pour un laboratoire tiers d'utiliser une licence du brevet employé par Moderna pour la production des LNP de son vaccin. De plus, Moderna s'est engagé à ne pas poursuivre un tel laboratoire dans le cas de production d'un vaccin ARN anti-Covid. Ainsi en Suisse, la société Lonza produit le vaccin Moderna. En France, Sanofi n'avait pas début février donné suite à la demande de la ministre de l'industrie de faire de même, alors que la production est insuffisante par rapport aux besoins,, et qu'un aggravation de l'épidémie se profile pour mars 2021,. Par ailleurs, la majorité des capacités de production des LNP est en 2021 utilisée pour la cosmétique et celles affectées au domaine pharmaceutique le sont pour la production de médicaments anti-cancéreux.

### Commandes Publiques
Depuis le début de la pandémie de Covid-19 jusqu'àu mois d'août 2021, le programme d’achat commun de vaccins de l’Union Européenne(UE) a fourni 330 millions de doses du vaccin BioNTech-Pfizer, 100 millions de l’AstraZeneca, 50 millions du Moderna et 20 millions du Johnson & Johnson.Le contrat passé en mai entre l’UE et BioNTech-Pfizer pour livrer 1,8 milliard de doses de vaccin livrables jusqu’en 2023 inclut des vaccins de deuxième génération.

### Chiffres d'affaires et capitalisations
En décembre 2020, les analystes estiment que Pfizer and Moderna pourraient atteindre 32 milliards de dollars de chiffres d'affaires en 2021 sur les vaccins développés pour combattre la Covid-19. L'estimation  est réévaluée en mai 2021 à 44 milliards de dollars, 26 milliards et 18 milliards de dollars pour, respectivement, Pfizer et Moderna.
La capitalisation boursière des entreprises de Biotechnologies atteignent, pour Moderna 69,5 milliards de dollars, pour BioNTech(partenaire de Pfizer) 43 milliards de dollars.

## Société et éthique
La politique vaccinale est la cible de désinformations et fait face aux hésitations de certaines personnes.
Pour répondre à la problématique de l'immunité collective[réf. nécessaire], la politique vaccinale peut notamment avoir recours à la vaccination obligatoire ou à un document numérique dont la dénomination varie localement entre passeport vaccinal et passe sanitaire.

### Désinformations
En France, la controverse et l'opposition aux vaccins anti-covid sont menées depuis le printemps 2020 par différents youtubeurs tels Silvano Trotta et Thierry Casasnovas qui reprennent à leur compte la rhétorique complotiste pro-Trump de la mouvance QAnon,.
Dans le mouvement QAnon, le président des États-Unis Donald Trump et le Premier ministre britannique Boris Johnson sont présentés comme des messies qui vont sauver l’humanité d’une cabale de pédophiles marxistes, assoiffés d’adrénochrome, et dont l’objectif ultime est le grand reset. Le mouvement QAnon a été un relai essentiel aux films complotistes Plandemic ou Hold-Up. Ces films qui mêlent désinformation et fantasmes d'extrême-droite, entretiennent un folklore autour de la 5G, de Bill Gates ou encore d'un « grand reset » un projet visant à réduire la population et à instaurer un régime totalitaire communiste.
Sur internet, les théories complotistes du QAnon ont été véhiculées par l’Internet Research Agency, une organisation russe qui a activement pris part à l’élection américaine de 2016 en favorisant le candidat Trump. L’IRA est une usine à troll sur internet : elle emploie des milliers de personnes pour propager sur le net des idées d’extrême droite. Une des maximes de l’IRA est : « white is black and black is white », ce qui se traduit par une inversion entre le bien et le mal. Pour plus de détails, consulter : Origine du virus de l'immunodéficience humaine.
Durant l'année 2021, de nombreux témoignages de gens capables de fixer un aimant sur l'emplacement de leur vaccination contre la Covid-19 ont été associés avec la magnétofection mais démentis.

### Hésitation à la vaccination
Dans le monde, environ 10 % du public perçoit les vaccins comme dangereux ou inutiles, refusant la vaccination. Selon un sondage effectué par Ipsos en octobre 2020 dans une quinzaine de pays, les Français sont les plus réticents à se faire vacciner : 46 % ne souhaitent pas être vaccinés contre 36 % aux États-Unis, 31 % au Japon, 30 % en Allemagne, et 21 % au Royaume-Uni. En mars 2021, 19 % des adultes américains déclarent avoir été vaccinés et 50 % des adultes américains prévoient de se faire vacciner. Dans un effort pour démontrer l'innocuité du vaccin, des personnalités l'ont reçu à la caméra, d'autres s'engageant à le faire,.
Avant la pandémie de Covid-19, la France est en tête des pays les plus sceptiques envers les vaccins. En 2019, un Français sur trois ne croit pas que les vaccins soient sûrs. Cette défiance existe également chez les professionnels de la santé. Une étude officielle de Santé publique France publiée le 4 décembre 2020 suggère que 80 % des médecins généralistes et globalement 68 % des professionnels de santé libéraux souhaitent se faire vacciner, mais seulement 55 % des infirmiers y sont prêts.
La persistance en mars 2021 de réticences au sein de cette population à la vaccination avec le vaccin AstraZeneca pourrait notamment être liée aux multiples changements intervenus dans les décisions politiques et administratives prises quant à la définition des populations ciblées et aux conditions d'utilisation (espacement des doses), et à la relative indigence des références et/ou données scientifiques rigoureuses (conflits d'intérêts par exemple) connues en matière d'efficacité et de suivi post-vaccinal dans le cadre des autorisations provisoires de mise sur le marché (AMM) délivrées en Europe concernant ce vaccin,.

### Vaccination obligatoire
Très peu de pays ont rendu obligatoire la vaccination à toute leur population adulte. L'Indonésie est le premier pays à imposer, début 2021, une vaccination obligatoire à l'ensemble de ses concitoyens. La vaccination y est conduite avec le vaccin chinois Sinovac,. Le Tadjikistan, le Turkménistan, le Vatican, les États fédérés de Micronésie, l'Autriche et l'Équateur adoptent à leur tour la vaccination obligatoire dans le courant de l'année 2021,. En Équateur, la vaccination est rendue obligatoire dès l'âge de cinq ans, ce qui constitue une première mondiale pour ce groupe d'âges. La vaccination est également obligatoire à partir de décembre 2021 en Nouvelle-Calédonie, territoire français disposant d'une large autonomie,.
Dans certains pays comme la France et le Royaume-Uni, le débat concernant l'importance d'une vaccination collective et la liberté individuelle de refus est ravivé,. À la suite de la prise de position de Yannick Jadot pour que le vaccin soit rendu obligatoire, Emmanuel Macron déclare le 24 novembre 2020 : « Je ne rendrai pas la vaccination obligatoire ».
Aux États-Unis, un sondage publié en décembre 2020 sur un échantillon représentatif de la population américaine (près de 2 700 personnes âgées de 18 ans et plus) porte sur l'obligation vaccinale Covid-19 (acceptable ou inacceptable) pour les écoliers, les adultes, et les employés. Près de la moitié (48,6 %) la jugent acceptable chez les écoliers contre 38,4 % qui la jugent inacceptable (le reste ne se prononce pas) ; l'obligation pour les adultes est acceptable pour 40,9 % contre 44,9 %, et pour les employés 47,7 % contre 38,1 %. Aux États-Unis, l'acceptation ou pas de l'obligation vaccinale Covid-19 est associée à des caractéristiques démographiques et à des préférences partisanes. Sont plus enclins à accepter d'être vaccinés : ceux qui votent démocrate (plus que républicain ou indépendant), et ceux qui ont un niveau de diplôme égal ou supérieur au bac. Il n'y a pas de différence entre hommes et femmes, mais les noirs sont plus réticents que les non-noirs.
Le 24 août 2021, la Cour européenne des droits de l’homme rejette le recours de 672 sapeurs-pompiers français (professionnels et volontaires des services départementaux d’incendie et de secours de France ou travaillant dans le milieu hospitalier) qui s’opposaient à l’obligation de vaccination qui leur était faite par la loi du 5 août 2021 relative à la gestion de la crise sanitaire.
En France à la suite de l'augmentation du nombre de cas, de la huitième vague et l'apparition du variant centaure en septembre 2022, le docteur Emmanuel Hirsch a demandé une cousultation sur ce sujet très délicat.

### Passeport vaccinal

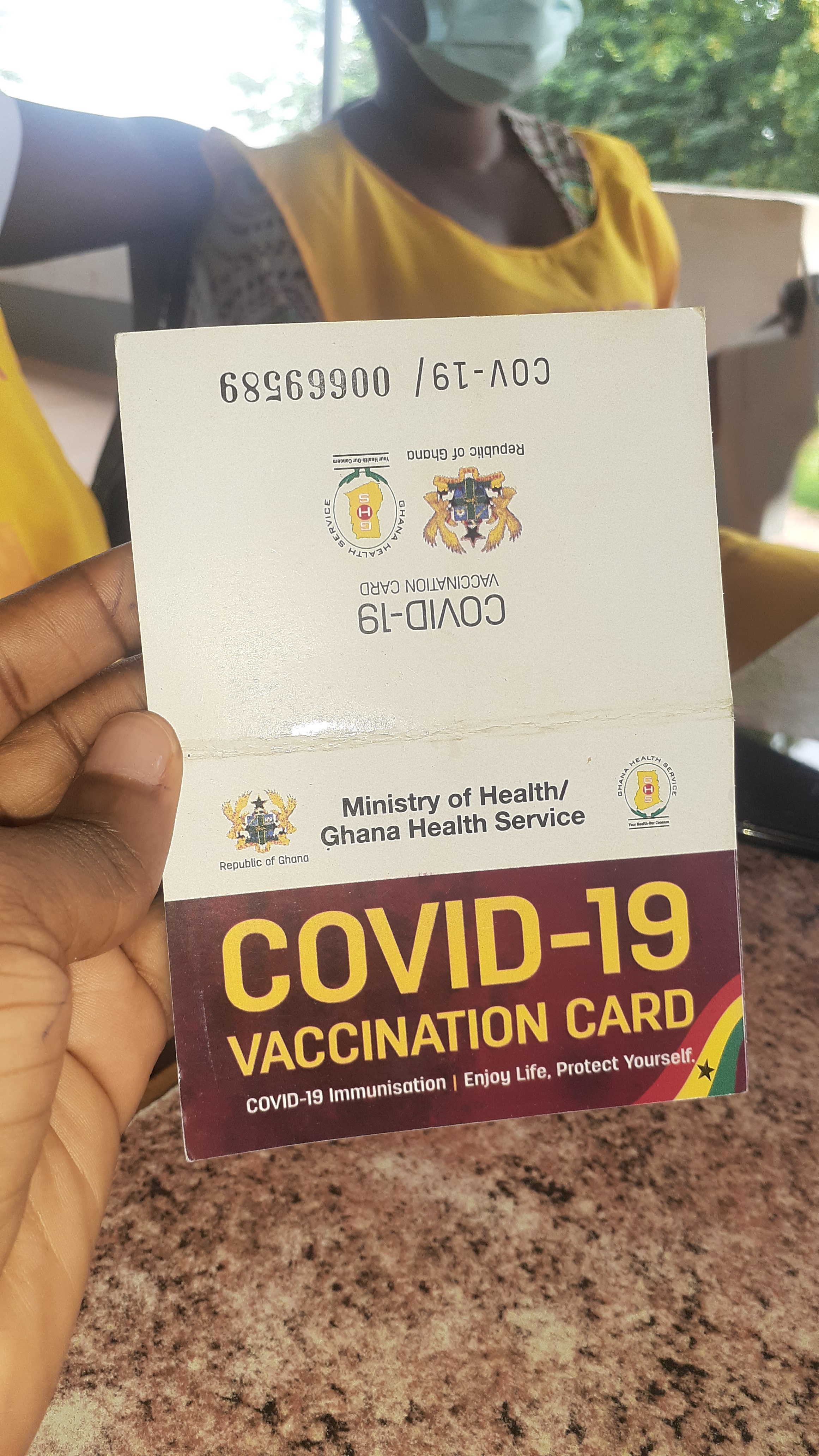
Carte de vaccination remise par le ministère de la santé du Ghana

Israël, qui a vacciné la moitié de sa population, lance le 21 février 2021 un « passeport vert » téléchargeable sur le site gouvernemental, qui permet d'accéder aux théatres, cinémas, restaurants, salles de sport, événements culturels, etc. Il est délivré 8 jours après la 2e dose vaccinale. L'Espagne prépare un passeport vaccinal pour mai 2021, qui doit remplacer les tests PCR. La Chine annonce le 10 mars 2021 le lancement d'un « passeport sanitaire » pour les chinois qui voyagent à l'étranger, disponible sur WeChat.
Dans l'Union européenne, un projet de passeport vert est rendu public le 17 mars 2021. Ce document européen, électronique ou papier, doit être mis en place fin juin 2021.
Ce Passe sanitaire européen est un certificat officiel depuis le premier juillet 2021.
Il contient les informations suivantes concernant le détenteur, à la fois dans la langue du pays et en anglais :
- QR code
- Date de vaccination, nature du vaccin, approbation UE du vaccin ;
- Date du dernier test PCR ;
- Pour les anciens malades, date de guérison[278].

Certaines compagnies aériennes souhaitent rendre obligatoire la vaccination de leurs passagers internationaux. C'est notamment le cas de Qantas, principale compagnie aérienne australienne. L'instauration de carnets électroniques de vaccination est envisagée. Certaines compagnies aériennes, comme EasyJet, Japan Airlines et Ryanair, estiment qu'elles ne rendront pas une telle vaccination obligatoire. Certaines considèrent que le vaccin ne sera pas obligatoire sur les vols intérieurs dans l'Union européenne. En attendant le passeport vaccinal, Air France expérimente un passeport sanitaire basé sur un test PCR pour les voyages vers la Martinique et la Guadeloupe.
En avril 2021, à l'issue de la septième réunion du comité d'urgence de l'OMS sur le covid, l'Organisation Mondiale de la Santé indique ne pas être favorable à l'utilisation d'un passeport vaccinal obligatoire pour les voyages internationaux. Dans un communiqué, l'OMS enjoint les États à reconnaître que l'utilisation obligatoire d'un tel passeport pourrait aggraver les inégalités et favoriser une liberté de circulation différenciée.
En France, les personnees vaccinés (par une dose du vaccin de Johnson&Johnson ou deux doses sinon) se voient remettre une attestation sur papier. Pour obtenir une attestation numérique, sur smartphone, on peut par exemple photographier l'attestation sur papier (puis se l'envoyer par messagerie), télécharger une attestation numérique sur le site attestation-vaccin.ameli.fr, ou télécharger l'application TousAntiCovid.
Au 13 octobre 2021, 591.728.344 certificats ont été émis dans l'espace économique européen, dont 136.901.354 certificats en France, 123.254.466 en Allemagne, 97.058.162 en Italie, et 43.058.575 en Autriche. Ces 591 728 344 certificats cumulent 437.509.564 certificats vaccinaux, 84.009.810 tests rapides de détection d’antigènes, 60.162.592 tests d’amplification des acides nucléiques et 10.046.378 certificats de rétablissement.

### Efficacité
Une étude, publiée lundi 11 octobre 2021 par EPI-Phare sous l'égide l’Agence nationale de sécurité du médicament (ANSM) et de la Caisse nationale d’assurance-maladie (CNAM), sur la population française en conditions de vie réelle, confirme l’efficacité des vaccins sur plus de 22 millions de personnes. « Les personnes vaccinées de 50 ans et plus ont neuf fois moins de risque d’être hospitalisées ou de mourir du Covid-19 que les non-vaccinées », et cela, jusqu’à cinq mois après avoir reçu une seconde dose des vaccins Pfizer, Moderna ou AstraZeneca.

### Émission de radio
- Elodie Guéguen, Cellule investigation de Radio France, « Achats européens des vaccins : un secret très bien gardé », sur France Inter, 19 février 2021.